# Batalla de las Ardenas
La batalla de las Ardenas (en alemán: Ardennenoffensive; en inglés: Battle of the Bulge) fue una gran ofensiva alemana lanzada a finales de la Segunda Guerra Mundial, librada desde el 16 de diciembre de 1944 hasta el 25 de enero de 1945, a través de los densos bosques y montañas de la región de las Ardenas de Bélgica —y más concretamente de Valonia, de ahí su nombre en francés, Bataille des Ardennes—, Francia y Luxemburgo en el frente occidental. La Wehrmacht dio a la ofensiva el nombre en clave Operación Wacht am Rhein por el himno patriótico alemán Die Wacht am Rhein.
Hay varios nombres estadounidenses para esta batalla. El primero es una mera descripción por la forma que adoptó la línea del frente aliado, sobresaliendo hacia adentro en los mapas de noticias de guerra, lo que hizo que en la prensa contemporánea se la llamase Battle of the Bulge (Batalla de la bolsa). La batalla fue definida militarmente como la Ardennes Counteroffensive ('Contraofensiva de las Ardenas'), que incluyeron el empuje alemán y el esfuerzo estadounidense para contenerlo y luego derrotarlo. Tras la guerra, el Ejército de los Estados Unidos lanzó una campaña en la que citaba las unidades que lucharon en el noroeste de Europa en aquella época. A esto se le llamó la campaña de Alsacia-Ardenas e incluyó el sector de las Ardenas (de la lucha Contraofensiva de las Ardenas) y las unidades más al sur en el sector de Alsacia. Estas últimas unidades no se vieron implicadas excepto en cuanto a los elementos enviados al norte como refuerzos. Mientras la Contraofensiva de las Ardenas es una forma de hablar correcta militarmente, debido a que la campaña de Alsacia-Ardenas abarca mucho más que la región de la batalla de las Ardenas, la descripción más popular en lengua inglesa permanece simplemente como la 'batalla de la bolsa', mientras que en español se denomina la Batalla de las Ardenas. 
La ofensiva alemana fue apoyada por varias operaciones subordinadas conocidas como Bodenplatte, Greif y Währung. La pretensión de Alemania con estas operaciones era partir por la mitad la línea aliada de fuerzas británicas y estadounidenses, tomando Amberes y luego embolsar y destruir cuatro ejércitos aliados, forzando a los aliados occidentales a negociar un tratado de paz en favor de las potencias del eje. Una vez logrado esto, Hitler podría concentrarse totalmente en el teatro oriental de la guerra.
La ofensiva fue planeada con el mayor de los secretos, minimizando el tráfico de radio y moviendo tropas y equipamiento al amparo de la oscuridad. Aunque Ultra sugería un posible ataque y el personal de inteligencia del Tercer Ejército estadounidense predijo una gran ofensiva alemana, los Aliados fueron tomados por sorpresa. Esto ocurrió en parte por un exceso de confianza aliada, preocupación con sus propios planes ofensivos y un reconocimiento aéreo deficiente.
La sorpresa prácticamente completa contra una sección débilmente defendida de la línea aliada se logró gracias a un tiempo intensamente nublado, lo que dejó en tierra las fuerzas aéreas de los Aliados, abrumadoramente superiores. Una fiera resistencia, particularmente alrededor de la ciudad clave de Bastoña, y un terreno que favorecía a los defensores retrasaron las previsiones alemanas. Los refuerzos aliados, incluyendo al Tercer Ejército del general Patton, y las mejores condiciones meteorológicas —lo que permitió ataques aéreos sobre las fuerzas tudescas y sus líneas de abastecimiento—, sellaron el fracaso de la ofensiva.
A la vista de la derrota, muchas unidades alemanas experimentadas quedaron severamente disminuidas en hombres y equipamiento conforme los supervivientes se retiraban a las defensas de la línea Sigfrido. Para los estadounidenses, con alrededor de 610 000 hombres implicados y alrededor de 89 000 bajas (19 000 muertos, 46 500 heridos y 23 500 prisioneros o desaparecidos aprox.), la batalla de las Ardenas fue la mayor y más sangrienta de aquellas en las que combatieron en la Segunda Guerra Mundial.

## Antecedentes
Después de salir de Normandía a finales de julio de 1944 y de los desembarcos en el sur de Francia el 15 de agosto de 1944, los Aliados avanzaron hacia Alemania más rápido de lo planeado. Las tropas estaban fatigadas tras semanas de continuos combates, las líneas de aprovisionamiento aliadas se estiraron demasiado y las provisiones se agotaban peligrosamente. La situación del aprovisionamiento mejoró en octubre, pero la situación de las tropas aún era crítica. El general Eisenhower y su personal eligieron la región de las Ardenas, dominada por el Primer Ejército, como un área que se podía conservar con el menor número de tropas posibles. Se eligió las Ardenas debido a la falta de objetivos operativos para los Aliados y a que el terreno ofrecía una buena posición defensiva, no había carreteras y se sabía que los alemanes usaban la región alemana que quedaba al este de las Ardenas como un lugar de descanso para sus tropas.
La velocidad del avance aliado junto con una falta inicial de puertos profundos presentaba a los Aliados problemas de suministro. Las operaciones de suministro en la playa usando las zonas de invasión de Normandía y los desembarques directos desde los LST en las playas sobrepasaron lo planeado. El único puerto de aguas profundas capturado por los Aliados era Cherburgo, cerca de las playas de invasión originales, pero los alemanes habían hundido y minado la bahía antes de que pudieran tomarla. Llevó a los Aliados muchos meses reconstruir su capacidad para manejar el transporte de mercancías. Los Aliados tomaron el puerto de Amberes, en Bélgica, totalmente intacto, en los primeros días de septiembre, pero no estuvo operativo hasta el 28 de noviembre, cuando el estuario del río Escalda, que controla el acceso al puerto, quedó limpio tanto de tropas alemanas como de minas marinas. Las limitaciones llevaron a diferencias entre el general Dwight D. Eisenhower y el mariscal de campo Bernard Montgomery sobre si Montgomery o el general estadounidense Omar Bradley en el sur debían tener acceso prioritario a los suministros.

Mapa de la ofensiva alemana en las Ardenas entre el 16 y el 25 de diciembre:

Las fuerzas alemanas mantuvieron el control de varios grandes puertos en la costa del canal de la Mancha hasta mayo de 1945. La amplia destrucción del sistema ferroviario francés antes del Día D, tuvo éxito a la hora de entorpecer la respuesta germana a la invasión, pero también fue igualmente dañina para los Aliados, pues les llevó su tiempo reparar el sistema de vías y sus puentes. Un sistema de transporte con camiones conocido como el Red Ball Express llevó suministros a las tropas en el frente, pero el transporte consumía cinco veces más combustible para alcanzar la línea del frente cerca de la frontera belga que el que se entregaba. A principios de octubre los Aliados suspendieron las principales ofensivas para mejorar sus líneas de abastecimiento y disponibilidad.
Montgomery y Bradley presionaron para tener prioridad en el suministro a sus respectivos ejércitos de manera que pudieran continuar sus líneas individuales de avance y mantener la presión sobre los alemanes. El general Eisenhower, sin embargo, prefería una estrategia de frente amplio. Dio cierta prioridad a las fuerzas septentrionales de Montgomery, quien tenía un objetivo a corto plazo, abrir el puerto de Amberes que se necesitaba con urgencia, y el objetivo a largo plazo de ocupar la región del Ruhr, el corazón industrial de Alemania. Con los Aliados detenidos, el mariscal de campo alemán Gerd von Rundstedt pudo reorganizar los desordenados ejércitos alemanes en una defensa coherente.
La operación Market Garden del mariscal de campo Montgomery solo logró parte de sus objetivos, mientras que sus ganancias territoriales dejaron la situación de suministro de los Aliados peor que antes. Tras la derrota sufrida por los ejércitos aliados en Arnhem (Países Bajos), el espectacular avance efectuado tras la batalla de Normandía se detuvo, con lo que el frente europeo se estabilizó.
En octubre el Primer Ejército canadiense combatió en la batalla del estuario del Escalda, limpiando el Escalda Occidental, tomando la isla de Walcheren y abriendo el puerto de Amberes al tráfico naval. Como resultado, a finales de octubre la situación de los suministros se había aliviado algo.
A pesar de una tregua a lo largo del frente después de las batallas del Escalda, la situación alemana siguió siendo mala. Aunque las operaciones siguieron en otoño, destacando la campaña de Lorena, la batalla de Aquisgrán y la batalla del Bosque de Hürtgen, la situación estratégica en el oeste cambió poco. Los Aliados estaban avanzando hacia Alemania, pero no se logró ningún gran paso adelante decisivo. Los Aliados occidentales ya tenían 96 divisiones en o cerca del frente, con unas diez divisiones más en camino desde el Reino Unido a la zona de la batalla. Unidades aéreas adicionales permanecían en Inglaterra. Los alemanes podían poner en el campo un total de 55 divisiones.
Adolf Hitler prometió a sus generales un total de 18 divisiones de infantería y 12 blindadas o mecanizadas «para propósitos de planeamiento». El plan era reunir 13 divisiones de infantería, dos divisiones de paracaidistas y seis divisiones tipo pánzer de la reserva estratégica del Oberkommando der Wehrmacht (OKW). En el frente oriental la operación Bagratión de los soviéticos en el verano había destruido gran parte del Grupo de Ejércitos Centro (Heeresgruppe Mitte). La operación extremadamente rápida solo terminó cuando las fuerzas del Ejército Rojo se quedaron sin suministros. Para noviembre estaba claro que las fuerzas soviéticas estaban preparándose para una ofensiva invernal.
Mientras tanto, la ofensiva aérea aliada de principios del año 1944 había puesto en tierra, con efectividad, a la Luftwaffe, dejando al ejército alemán con poca inteligencia del campo de batalla y sin manera alguna de interrumpir los suministros aliados. El movimiento diurno de las fuerzas alemanas era detectado casi instantáneamente y la interrupción del aprovisionamiento combinada con el bombardeo de los campos de petróleo rumanos dejaron a Alemania sin crudo ni gasolina.
Una de las pocas ventajas que tenían los tudescos para el mes de noviembre de 1944 era que ya no estaban defendiendo toda Europa Occidental. Sus líneas del frente en el Oeste se habían reducido considerablemente y estaban mucho más cerca de la patria alemana. Esto reducía drásticamente sus problemas de suministros a pesar del control aliado del aire. Además, su amplia red telefónica y de telégrafo significaban que las radios ya no eran necesarias para las comunicaciones, lo que minoraba la efectividad de las interceptaciones aliadas de Ultra. A pesar de todo, unos 40-50 mensajes descifrados se enviaban cada día a través de ULTRA. Documentaron que las fuerzas combatientes alemanas se cuadruplicaron y se dieron cuenta de que el nombre de camuflaje dado a la acumulación de fuerzas —Jägeraufmarsch— era sinónimo de una operación ofensiva. ULTRA también captó comunicados en referencia a amplios movimientos de ferrocarril y carretera en la región; y órdenes alemanas de que tales movimientos debían hacerse puntualmente.

### Diseñando la ofensiva
Hitler creía que sus ejércitos aún serían capaces de defender Alemania con éxito si pudieran encontrar una forma de neutralizar el Frente Occidental. Su ambición iba más allá de las medidas meramente defensivas y de contención que proponían sus generales, y en su mente se empezó a forjar la idea de recuperar la iniciativa y lanzar una potente contraofensiva que le diese más argumentos para poder sentarse a la mesa de negociaciones con los Aliados, obligando a los estadounidenses y británicos a firmar una paz por separado, independiente de la Unión Soviética. El éxito en el oeste daría a los alemanes tiempo para idear y producir armas más avanzadas (como aviones a reacción, nuevos diseños de U-boot y tanques superpesados) y permitiría concentrar toda su fuerza en detener la imparable ofensiva soviética en el frente oriental. Después de la guerra, esta apreciación se vio, en términos generales, como poco realista, considerando la superioridad de los Aliados en el aire por toda Europa y su capacidad de romper continuamente las operaciones ofensivas alemanas.
Considerando los reducidos recursos humanos de sus fuerzas terrestres en aquella época, los alemanes creían que la mejor manera de tomar la iniciativa sería atacar en el oeste contra las fuerzas aliadas, que eran menores, más que contra los vastos ejércitos soviéticos. Incluso el embolsamiento y destrucción de todos los ejércitos de los Aliados occidentales, algo bastante improbable, todavía habría dejado a los soviéticos con una superioridad numérica.
Varios oficiales militares alemanes experimentados, incluyendo a los mariscales de campo Walter Model y Gerd von Rundstedt, expresaron su preocupación respecto a si los objetivos de la ofensiva podrían lograrse. Ofrecieron planes alternativos, pero Hitler no los escuchó. El plan exigía tiempo desfavorable, incluyendo intensa niebla y nubes bajas, que minimizarían la ventaja aliada en el aire. Hitler al principio estableció la ofensiva para finales de noviembre, antes del comienzo anticipado de la ofensiva rusa de invierno.

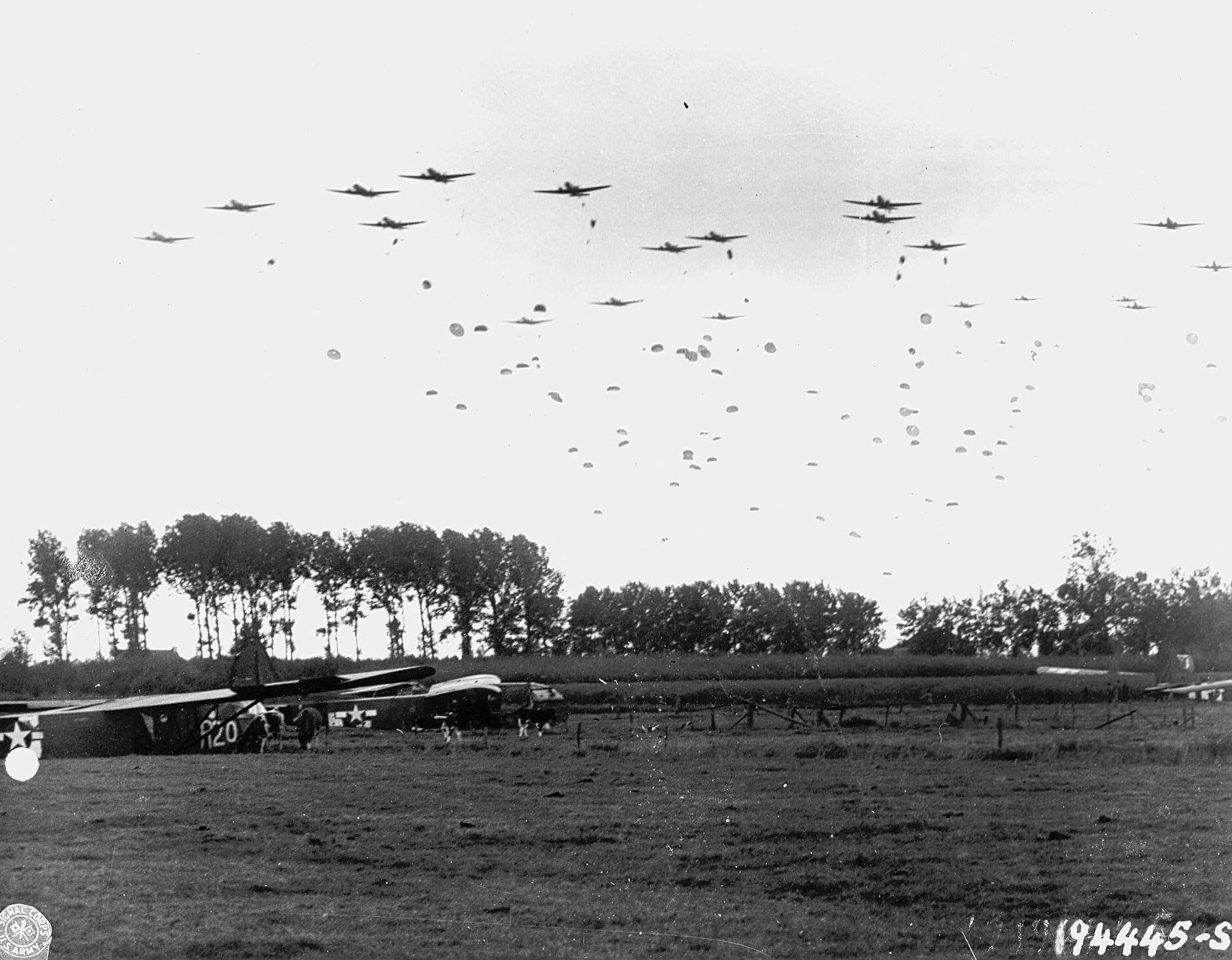
La 82.ª División Aerotransportada estadounidense lanzándose sobre Grave, durante la operación Market Garden

En el oeste los problemas de suministro comenzaron a impedir seriamente las operaciones aliadas, incluso cuando la apertura del puerto de Amberes a finales de noviembre mejoró algo la situación. Las posiciones de los ejércitos Aliados se extendían desde el sur de Francia hasta los Países Bajos en el norte. El planeamiento alemán de una contraofensiva se basaba en la premisa de que un golpe exitoso contra secciones de la línea con pocos hombres detendría los avances aliados en todo el frente occidental.
Se propusieron varios planes para las principales ofensivas en el oeste, pero en el Oberkommando der Wehrmacht rápidamente se concentraron en dos. Un primer plan de maniobra de embolsamiento exigiría un ataque sobre dos flancos a lo largo de los límites de las fuerzas estadounidenses alrededor de Aquisgrán, confiando en embolsar al Noveno Ejército estadounidense y dejaría a las fuerzas alemanas de nuevo controlando los excelentes terrenos defensivos donde habían combatido a los estadounidenses hasta un punto muerto solo unas semanas antes. Un segundo plan sería un ataque tipo guerra relámpago clásica a través de las débilmente defendidas montañas de las Ardenas —que sería una repetición de la exitosa ofensiva alemana allí durante la batalla de Francia en 1940, que destruyó los ejércitos franceses y aisló a los británicos obligándoles a abandonar el continente— que pretendía dividir los ejércitos a lo largo de las líneas británico-estadounidenses y capturar Amberes. La operación recibió el nombre de Guardia en el Rin, en alemán Wacht am Rhein, por una popular canción patriótica alemana; este nombre también implicaba engañosamente que los tudescos estarían adoptando una postura defensiva en el Frente Occidental.
Hitler eligió el segundo plan, creyendo que un embolsamiento exitoso tendría poco impacto en la situación general y encontrando más atractiva la idea de dividir los ejércitos británico y estadounidense. Las disputas entre Montgomery y Patton eran bien conocidas, y Hitler confiaba en explotar la desunión que él percibía. Si el ataque lograba capturar Amberes, cuatro ejércitos completos estarían atrapados sin suministros detrás de las líneas alemanas.
Ambos planes se centraban en ataques contra las fuerzas estadounidenses. Hitler creía que los estadounidenses eran incapaces de luchar con efectividad, y que el frente doméstico estadounidense era más probable que se hundiera al oír que había pérdidas estadounidenses significativas.
Los encargados de llevar adelante la operación eran el generalfeldmarschall (mariscal de campo) Walther Model, comandante del Grupo de Ejércitos B (Heeresgruppe B), y el generalfeldmarschall Von Rundstedt, comandante del Comando del Ejército Oeste (Oberbefehlshaber West), quienes habían trasladado su base de operaciones al castillo de Kransberg.
Tanto Walther Model como Von Rundstedt creían que pretender Amberes era demasiado ambicioso, dados los escasos recursos alemanes a finales de 1944. Al mismo tiempo, creían que mantener una postura puramente defensiva (como había ocurrido desde Normandía) solo retrasaría la derrota, no la evitaría. Por lo tanto desarrollaron una alternativa, planes menos ambiciosos que no pretendían cruzar el río Mosa; el plan de Model era la operación Herbstnebel (Niebla de Otoño) y el de Von Rundstedt Fall Martin (Plan Martin). Los dos mariscales de campo combinaron sus planes y presentaron una «pequeña solución» conjunta a Hitler, que la rechazó a favor de su «gran solución».

### Planeamiento

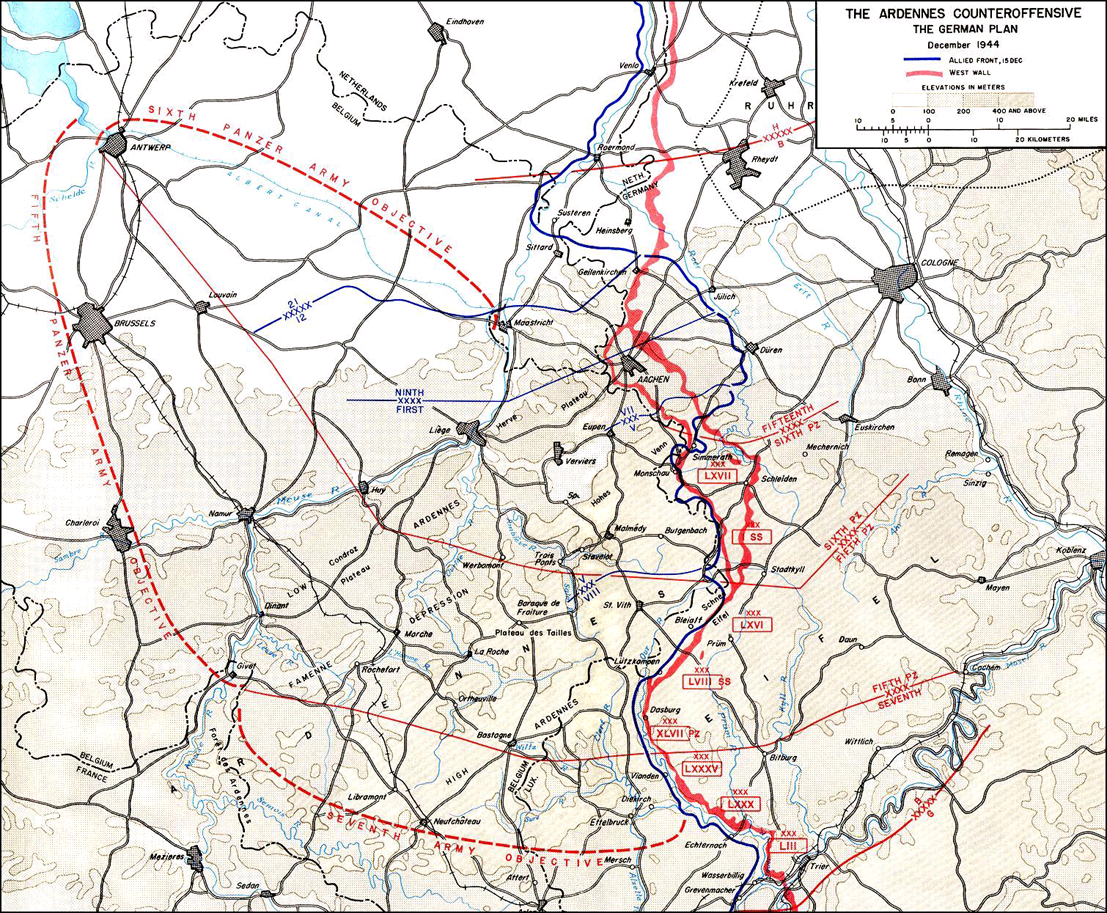
El plan alemán

El OKW decidió a mediados de septiembre, por insistencia de Adolf Hitler, que la ofensiva debía organizarse en las Ardenas, como se hizo en 1940. Muchos generales alemanes pusieron objeciones, pero la ofensiva fue planeada y ejecutada de todas formas. En 1940 las fuerzas alemanas habían cruzado las Ardenas en tres días antes de encontrar al enemigo, pero el plan de 1944 exigía que la batalla se diera en el mismo bosque. Las fuerzas principales avanzarían por el oeste hasta el río Mosa, luego girarían al noroeste hacia Amberes y Bruselas. El cerrado terreno de las Ardenas haría que los movimientos rápidos fueran difíciles, aunque el campo abierto más allá del Mosa ofrecía la perspectiva de alcanzar la costa rápidamente.
Hitler reunió 500 000 nuevos soldados y reequipó sus divisiones blindadas con nuevos carros de combate Panther, Tiger I y Tiger II. Cuatro ejércitos fueron seleccionados para la operación. El primero fue el 6.º Ejército Panzer, bajo el mando del general de las SS Sepp Dietrich. Este ejército, creado el 26 de octubre de 1944, incluía a la formación más veterana y experimentada de las Waffen-SS, la 1.ª División Leibstandarte SS Adolf Hitler, así como la 12.ª SS División Panzer Hitlerjugend. El 6.º Ejército Panzer fue elegido para el ataque más septentrional, siendo el punto más al norte en el frente de batalla antes del ataque la ciudad germana de Monschau. Se le confiaba el principal objetivo de la ofensiva, tomar Amberes.
El 5.º Ejército Panzer bajo el general Hasso von Manteuffel fue elegido para la ruta de ataque central con el objetivo de tomar Bruselas.
El 7.º Ejército, al mando del general Erich Brandenberger, fue dedicado al ataque más meridional, teniendo su punto más al sur en el frente de batalla anterior al ataque cerca de la ciudad luxemburguesa de Echternach, con la tarea de proteger el flanco sur. Este ejército estaba formado por solo cuatro divisiones de infantería, con ninguna formación blindada a gran escala para ser usada como una unidad de vanguardia. Como resultado, progresaron poco a lo largo de la batalla.
También participaron en un papel secundario el 15.º Ejército, al mando del general Gustav-Adolf von Zangen. Recientemente reforzado y vuelto a equipar después de la intensa lucha durante la Operación Market Garden, estaba situado en el extremo norte del campo de batalla de las Ardenas y tenía la tarea de retener a las fuerzas estadounidenses en ese lugar, con la posibilidad de lanzar su propio ataque si se daban condiciones favorables.
Para que la ofensiva tuviera éxito, cuatro circunstancias parecían determinantes: el ataque debía ser una sorpresa completa; las condiciones atmosféricas tenían que ser malas para neutralizar la superioridad aérea aliada y el daño que pudiera infligir a la ofensiva alemana y sus líneas de suministro; el progreso debía ser rápido (el río Mosa, a medio camino de Amberes, tenía que alcanzarse el día 4); y el combustible aliado tendría que tomarse intacto a lo largo del camino debido a que la Wehrmacht andaba escasa de carburante. El Estado Mayor calculaba que solo tenían combustible suficiente para cubrir un tercio del camino hasta Amberes en condiciones de combate intenso.
El plan originalmente exigía justo por debajo de 45 divisiones, incluyendo una docena de divisiones panzer y panzergrenadier formando la vanguardia blindada y varias unidades de infantería para formar una línea defensiva conforme se desplegase la batalla. Para entonces, sin embargo, el Ejército alemán padecía una aguda escasez de recursos humanos y la fuerza se redujo a alrededor de 30 divisiones. Aunque conservaba la mayor parte de su fuerza blindada, no había suficientes unidades de infantería debido a las necesidades defensivas en el Este. Estas 30 divisiones recientemente formadas usaron parte de las últimas reservas del Ejército alemán. Entre ellos estaban unidades Volksgrenadier formadas a partir de una mezcla de veteranos endurecidos en la batalla y reclutas anteriormente considerados demasiado jóvenes o demasiado viejos para combatir. El tiempo de entrenamiento, equipamiento y suministros fueron inadecuados durante los preparativos. Los suministros alemanes de combustible eran precarios: aquellos materiales que no podían transportarse directamente por tren tenían que ser llevados por caballos para conservar carburante, y las divisiones mecanizadas y panzer dependerían demasiado del combustible que pudieran tomar a los Aliados. Como resultado, el comienzo de la ofensiva se retrasó del 27 de noviembre al 16 de diciembre.[cita requerida]
Antes de la ofensiva los Aliados estaban virtualmente ciegos sobre el movimiento de tropas alemanes. Durante la liberación de Francia, la amplia red de la resistencia francesa había proporcionado valiosos datos de inteligencia sobre las disposiciones alemanas. Una vez llegados a la frontera alemana, esta fuente se secó. En Francia, las órdenes dentro del Ejército tudesco se habían dado usando mensajes de radio cifrados por la máquina Enigma, y estas podían ser captadas y descifradas por los decodificadores aliados acuartelados en Bletchley Park, para dar la información de inteligencia conocida como Ultra. En Alemania tales órdenes se transmitían habitualmente por teléfono y teletipo, y una orden especial de silencio de radio se impuso en todos los asuntos referidos a la próxima ofensiva. Las enérgicas medidas adoptadas por la Wehrmacht después del complot del 20 de julio para asesinar a Adolf Hitler dieron como resultado una más estrecha seguridad y menos filtraciones. El neblinoso tiempo otoñal también impidió que el reconocimiento aéreo de los Aliados valorara correctamente la situación sobre el terreno.
Por estas razones, el Alto Mando Aliado consideró las Ardenas como un sector tranquilo, confiando en las valoraciones de sus servicios de inteligencia de que los alemanes eran incapaces de lanzar ninguna operación ofensiva grande en este momento tan tardío de la guerra. Los pocos conocimientos de inteligencia que tenían los Aliados les llevaban a creer precisamente lo que los alemanes querían que creyeran, que los preparativos eran solo para operaciones defensivas, no ofensivas. De hecho, debido a los esfuerzos alemanes, los Aliados se vieron inclinados a creer que un nuevo ejército defensivo se estaba formando alrededor de Düsseldorf en el Rin septentrional, posiblemente para defenderse de un ataque británico. Esto se hizo incrementando el número de baterías de fuego antiaéreo en la zona y la multiplicación artificial de las transmisiones de radio en la zona. Los Aliados en este punto pensaron que la información carecía de importancia.
Todo esto significó que el ataque, cuando se produjo, sorprendió totalmente a las fuerzas aliadas. Cabe destacar que el jefe de inteligencia del Tercer Ejército estadounidense, el coronel Oscar Koch, el jefe de inteligencia del Primer Ejército estadounidense y el oficial de inteligencia del SHAEF, todos predijeron correctamente la capacidad de ofensiva alemana y la intención de golpear la zona del VIII Cuerpo estadounidense. Estas predicciones fueron en gran medida desdeñadas por el 12.º Grupo de Ejércitos estadounidense.
Debido a que las Ardenas estaban consideradas como un sector tranquilo, apreciaciones respecto al ahorro de fuerzas hicieron que se usara como terreno de entrenamiento para nuevas unidades y área de descanso para unidades que habían participado en intensos combates. Las unidades estadounidenses desplegadas en las Ardenas eran así una mezcla de tropas sin experiencia (como las divisiones novatas estadounidenses 99.ª División de Infantería y 106.ª División de Infantería), y tropas endurecidas por la batalla enviadas a ese sector para recuperarse (la 28.ª División de Infantería).
Dos grandes operaciones especiales se planearon para la ofensiva. En octubre se decidió que Otto Skorzeny, un comando alemán que había rescatado al dictador italiano Benito Mussolini, iba a encabezar un grupo de trabajo de soldados alemanes que hablaban inglés en la operación Greif. Estos soldados iban a vestirse con uniformes estadounidenses y británicos y llevarían chapas de identificación tomadas de cadáveres y prisioneros de guerra. Su tarea sería ir detrás de las líneas estadounidenses y cambiar los postes indicadores, dirigir el tráfico erróneamente, causar en general graves trastornos y tomar los puentes sobre el río Mosa entre Lieja y Namur. A finales de noviembre, se añadió otra ambiciosa operación especial: el coronel Friedrich August von der Heydte iba a liderar al Kampfgruppe Fallschirmjäger (paracaidista) en la operación Stösser, un lanzamiento de paracaidistas por la noche detrás de las líneas aliadas que pretendía capturar un vital cruce de carreteras cerca de Malmedy.
La inteligencia alemana había fijado el 20 de diciembre como la fecha en que se esperaba el comienzo de la próxima ofensiva soviética, que pretendía «aplastar» lo que quedaba de resistencia tudesca en el Frente Oriental y por lo tanto abrir el camino hasta Berlín. Se esperaba que el presidente soviético Stalin retrasaría el comienzo de la operación una vez que el asalto alemán en las Ardenas hubiera comenzado y esperase a ver su resultado antes de seguir adelante.
Después del intento del 20 de julio de acabar con la vida de Hitler, y el cercano avance del Ejército Rojo, Hitler y su personal se vieron obligados a abandonar el cuartel general de la Guarida del Lobo en Prusia Oriental, en el que habían coordinado gran parte de la lucha en el Frente Oriental. Después de una breve visita a Berlín, Hitler viajó en su tren, conocido como Führersonderzug, a Gießen el 11 de diciembre, estableciéndose en el complejo de mando Adlerhorst, ubicado junto con la base del OB West en el castillo de Kransberg. Creyendo en profecías y los éxitos de sus previas campañas de guerra que habían sido planeadas en Kransberg, este era el lugar desde el cual había supervisado la exitosa campaña de 1940 contra Francia y los Países Bajos.
Von Rundstedt estableció su cuartel general operativo cerca de Limburgo, suficientemente cerca para que los generales y los comandantes del cuerpo panzer que liderarían el ataque visitaran Adlerhorst (Hesse) el 11 de diciembre, viajando allí en un convoy de autobuses operado por las SS. Con el castillo actuando como un alojamiento rebosante, el principal grupo tuvo que establecerse en el búnker de mando Haus 2, incluyendo el general Alfred Jodl, el general Wilhelm Keitel, el general Blumentritt, el general Von Manteuffel y el general de las SS Sepp Dietrich. Von Rundstedt entonces repasó el plan de batalla, mientras Hitler pronunció uno de sus discursos estoicos.
En una conversación personal del 13 de diciembre entre Walther Model y Friedrich von der Heydte, quien estaba a cargo de la operación Stösser, Von der Heydte dio a la operación Stösser menos de un 10 % de posibilidades de éxito. Model le dijo que era necesario intentarlo: «Tiene que hacerse porque esta ofensiva es la última oportunidad de poner fin a la guerra favorablemente».

## Asalto alemán inicial

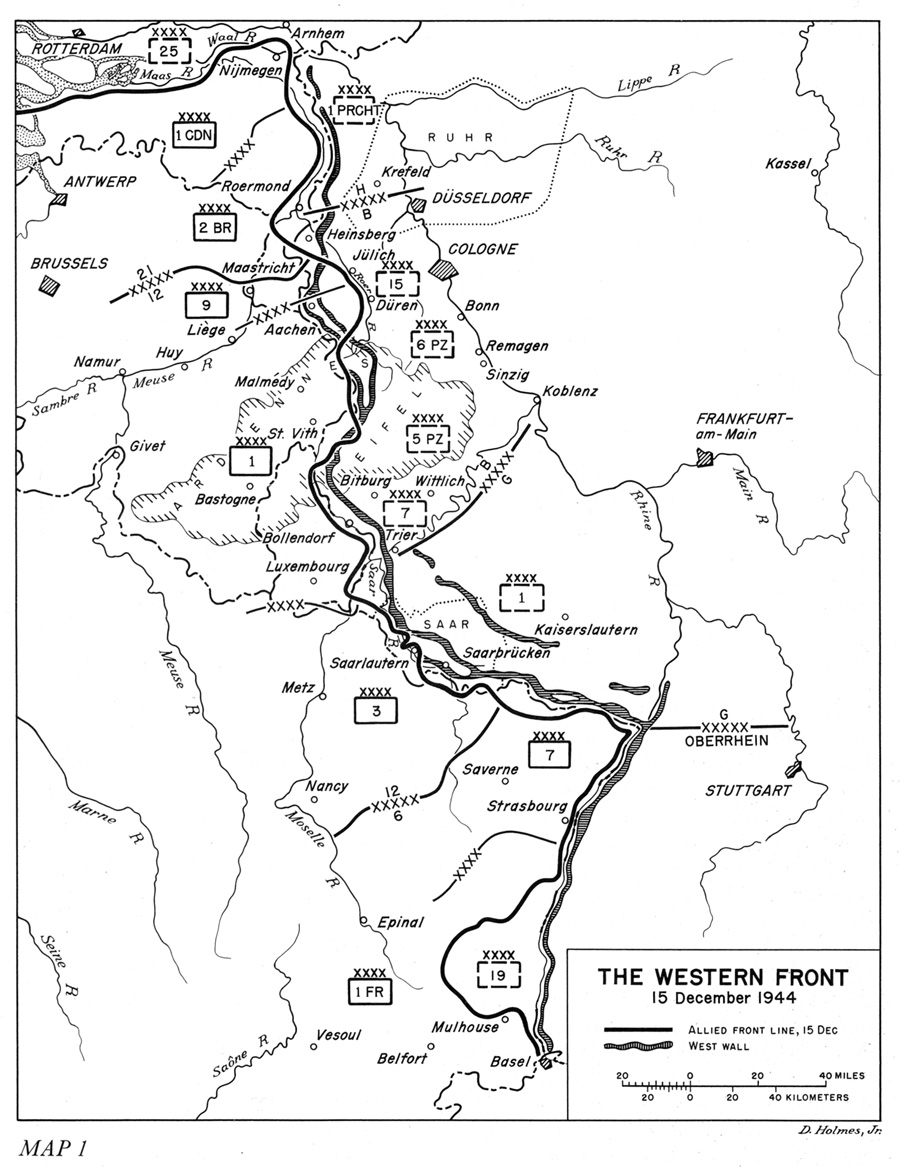
Situación en el Frente Occidental el 15 de diciembre de 1944

El veterano mariscal de campo Von Rundstedt tenía a su cargo los ejércitos 7.º (al sur) y 15.º (al norte), fuertemente desgastados en la batalla de Normandía, los cuales guardarían los flancos limitándose a una función de contención.
El 16 de diciembre de 1944, a las 5:30, los alemanes comenzaron el asalto con una descarga masiva de artillería a lo largo de hora y media, usando 1600 piezas de artillería a lo largo de un frente de unos 130 kilómetros sobre las tropas aliadas que estaban frente al 6.º Ejército Panzer. La impresión inicial de los estadounidenses fue que era una respuesta, prevista y localizada, a un reciente ataque aliado sobre el sector de Wahlerscheid al norte, donde la 2.ª División de Infantería había hecho mella en la línea Sigfrido. En el sector septentrional el 6.º Ejército Panzer de Dietrich asaltó la brecha de Losheim y la cresta de Elsenborn en su esfuerzo por abrirse camino hacia Lieja.
Intensas tormentas de nieve sepultaron partes de la región de las Ardenas. Aunque tuvo el efecto deseado de mantener a la fuerza aérea aliada en tierra, el tiempo también causó problemas a los alemanes debido a que las malas condiciones de las carreteras entorpecieron su avance. El defectuoso control del tráfico llevó a grandes atascos y a escasez de combustible en las unidades de vanguardia.
En el centro el 5.º Ejército Panzer de Von Manteuffel atacó hacia Bastoña y Saint-Vith, ambos cruces de carreteras de gran importancia estratégica. En el sur, el 7.º Ejército de Brandenberger empujó hacia Luxemburgo en su esfuerzo de asegurar el flanco sur frente a ataques aliados. Apenas un mes antes doscientos cincuenta miembros de las Waffen-SS habían intentado sin éxito retomar la ciudad de Vianden con su castillo a la resistencia luxemburguesa durante la batalla de Vianden.
La punta de lanza del ataque, el 5.º Ejército Panzer, arrolló a las inexpertas tropas estadounidenses que defendían las Ardenas, capturando siete mil prisioneros en un solo día. Prácticamente nadie en el mando aliado esperaba una ofensiva germana en ese momento de la guerra, en el que Alemania estaba en retirada. Además era un día en el que hacía un tiempo pésimo y en el que la superioridad aérea aliada, por tanto, no fue decisiva, puesto que la gran mayoría de sus aparatos se quedaron en tierra.

## Ataque por el norte
- Wikisource contiene obras originales de o sobre Ataque del Sexto Ejército Panzer.

El 6.º Ejército Acorazado, al mando del Oberstgruppenführer (general de las SS) Josef "Sepp" Dietrich debía quebrar el frente por el norte, con la finalidad de tomar Amberes.
La batalla por la cresta de Elsenborn fue un componente decisivo de la batalla de las Ardenas, desviando el ataque de las unidades blindadas más fuertes del avance alemán. El ataque fue abanderado por una de las divisiones alemanas mejor equipadas del Frente Occidental, la 1.ª División Panzer de las SS (LSSAH). La división era la unidad líder para todo el 6.º Ejército Panzer alemán. El Obersturmbannführer de las SS Joachim Peiper al frente del Kampfgruppe “Peiper”, formado por 4800 hombres y 600 vehículos, fue encargado de liderar el esfuerzo principal.

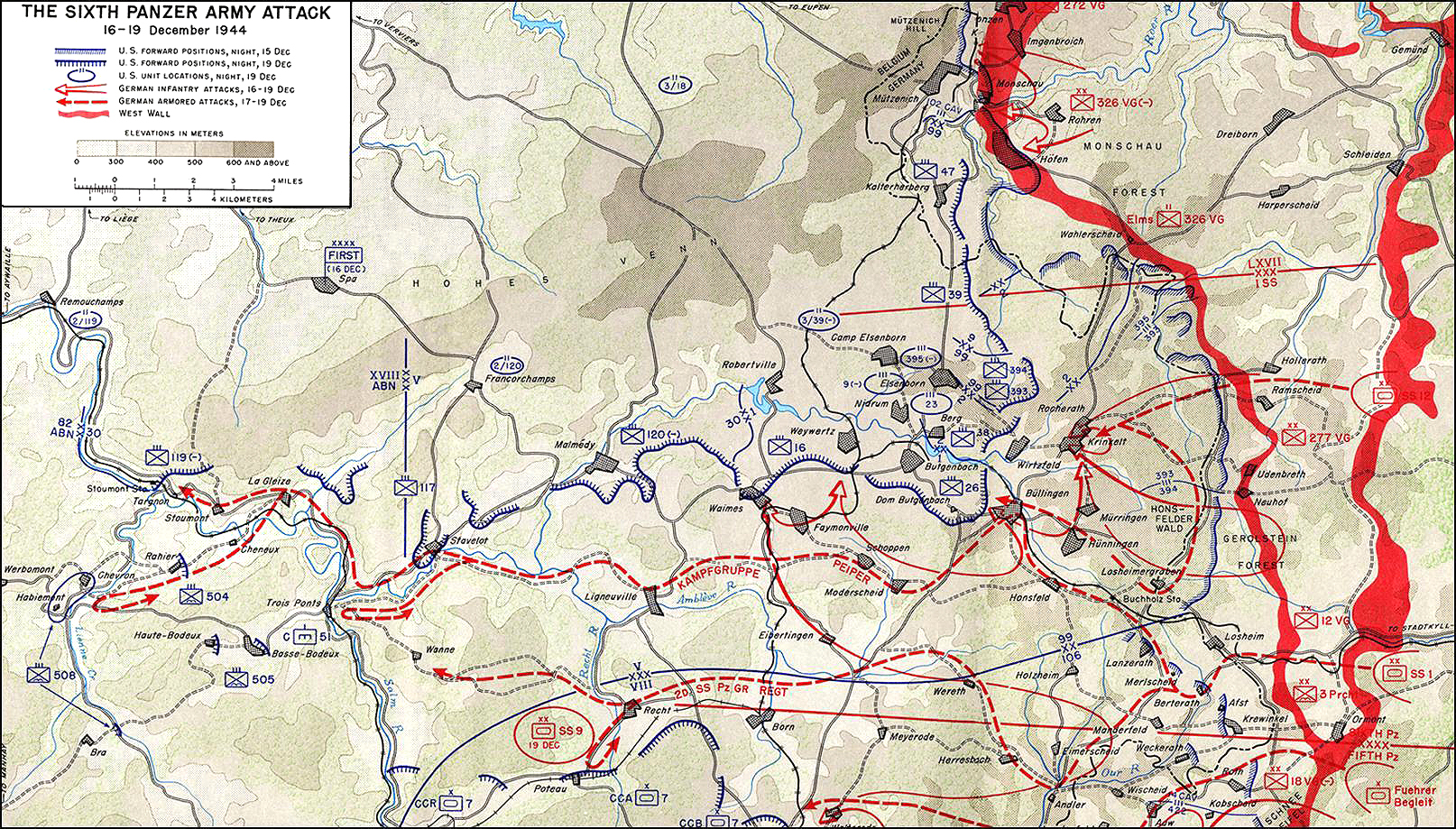
Dirección de la columna septentrional formada por el 6.º Ejército Panzer, al mando de Sepp Dietrich

Los ataques de la infantería del 6.º Ejército Panzer en el norte salieron mal parados debido a la inesperada y fiera resistencia de las 2.ª y 99.ª divisiones de infantería estadounidenses. El primer día, todo un batallón alemán de quinientos hombres fue retenido durante diez horas en el pequeño pueblo de Lanzerath, a través del cual pasaba una ruta clave de la brecha de Losheim. Para conservar la mayor cantidad posible de blindados, se ordenó a la infantería del 9.º Regimiento Fallschirmjaeger, de la 3.ª División Fallschirmjaeger, que despejase el pueblo. Un solo pelotón de inteligencia y reconocimiento de dieciocho hombres de la 99.ª División de infantería junto con cuatro forward air controllers (controladores aéreos avanzados) detuvieron al batallón de alrededor de quinientos paracaidistas alemanes hasta el ocaso, alrededor de las 4 p. m., y ocasionaron noventa y dos bajas a los alemanes.
Esto creó un cuello de botella en el avance alemán. El Kampfgruppe Peiper, a la cabeza del Sexto Ejército Panzer de Dietrich había sido elegido para tomar la carretera Losheim-Losheimergraben, pero la encontró bloqueada por la caída de dos pasos elevados. Peiper no comenzó su avance hasta cerca de las 4 p. m., con un retraso de más de dieciséis horas sobre el horario previsto.
El Kampfgruppe Peiper alcanzó la estación de Bucholz el 17 de diciembre por la mañana temprano y rápidamente capturó parte del 3.er Batallón del 394.º Regimiento de Infantería. Poco después tomó el depósito de combustible estadounidense en Büllingen, donde se detuvo para reabastecerse antes de seguir hacia el oeste. Al norte, la 277.ª División Volksgrenadier intentó romper la línea de defensa de la 99.ª División de Infantería estadounidense y posiciones de la Segunda División de Infantería. La 12.ª División Panzer de las SS, reforzada con divisiones de infantería adicionales (Panzergrenadier y Volksgenadier), tomó el decisivo nudo de carreteras de Losheimergraben justo al norte de Lanzerath (Bélgica) y atacó los pueblos vecinos de Rocherath y Krinkelt.

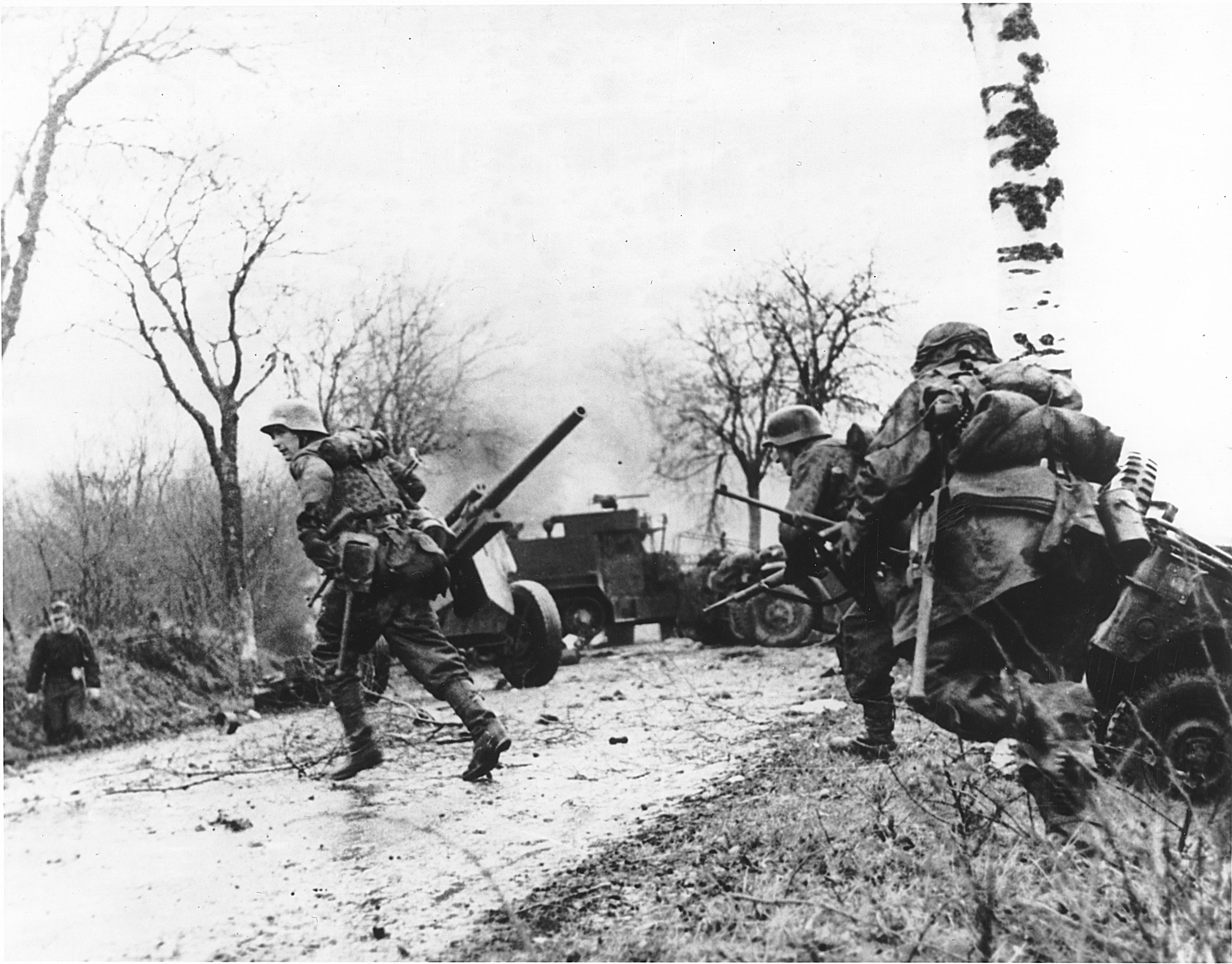
Tropas alemanas en su avance se encuentran con equipamiento estadounidense abandonado

Su pretensión era controlar los pueblos gemelos de Rocherath-Krinkelt, lo que despejaría el camino al terreno superior de la cresta de Elsenborn. La ocupación de este terreno dominante permitiría controlar las carreteras hacia el sur y el oeste y asegurar el suministro para la fuerza blindada del Kampfgruppe Peiper.
La fuerte defensa estadounidense impidió a los tudescos alcanzar el vasto depósito de suministros cerca de las ciudades de Lieja y Spa, Bélgica y la red de carreteras al oeste de la cresta de Elsenborn que llevaba al río Mosa. Sin embargo, después de más de diez días de intensa batalla, fueron capaces de empujar a los estadounidenses fuera de los pueblos, pero no pudieron desalojarlos de la cresta de Elsenborn, donde elementos del V Cuerpo de Ejército del Primer Ejército estadounidense impidieron a las fuerzas alemanas alcanzar la red de carreteras al oeste.
La 99.ª División de Infantería, sobrepasada en número cinco a uno, infligió bajas en una ratio de 18 a 1. La división perdió alrededor del 20 % de su fuerza efectiva, incluyendo 465 muertos y 2524 evacuados debido a las heridas, la fatiga o el pie de trinchera. Las pérdidas alemanas fueron mayores. En el sector norte, frente a la 99.ª, las pérdidas incluyeron más de 4000 muertos y la destrucción de sesenta tanques y grandes cañones. El historiador John S. D. Eisenhower, hijo del general y luego presidente Eisenhower, escribió, «... la acción de la 2.ª y 99.ª divisiones en el extremo septentrional puede ser considerada la más decisiva de la campaña de las Ardenas».

### ElKampfgruppePeiper se dirige al oeste
Dirigiéndose hacia el sureste de Elsenborn, el Kampfgruppe Peiper entró en Honsfield, donde se encontró con uno de los centros de descanso de la 99.ª División, lleno de tropas estadounidenses confundidas. Los alemanes mataron a muchos, destruyeron una serie de unidades blindadas y vehículos estadounidenses, y cogieron varias docenas de prisioneros que fueron asesinados por elementos de su fuerza. Peiper tomó fácilmente la ciudad y 19 000 litros de combustible para sus vehículos.
Peiper entonces avanzó hacia el noroeste hacia Büllingen, manteniendo el plan de dirigirse al oeste, aparentemente sin ser consciente de que casi había tomado la ciudad y sin saberlo ignoró la oportunidad de flanquear y atrapar las divisiones 2.ª y 99.ª al completo. Peiper se volvió al sur para rodear a Hünningen, eligiendo una ruta llamada Rollbahn D, pues se le había dado amplitud de criterio para elegir la mejor ruta hacia el oeste.

### Matanza de Malmedy

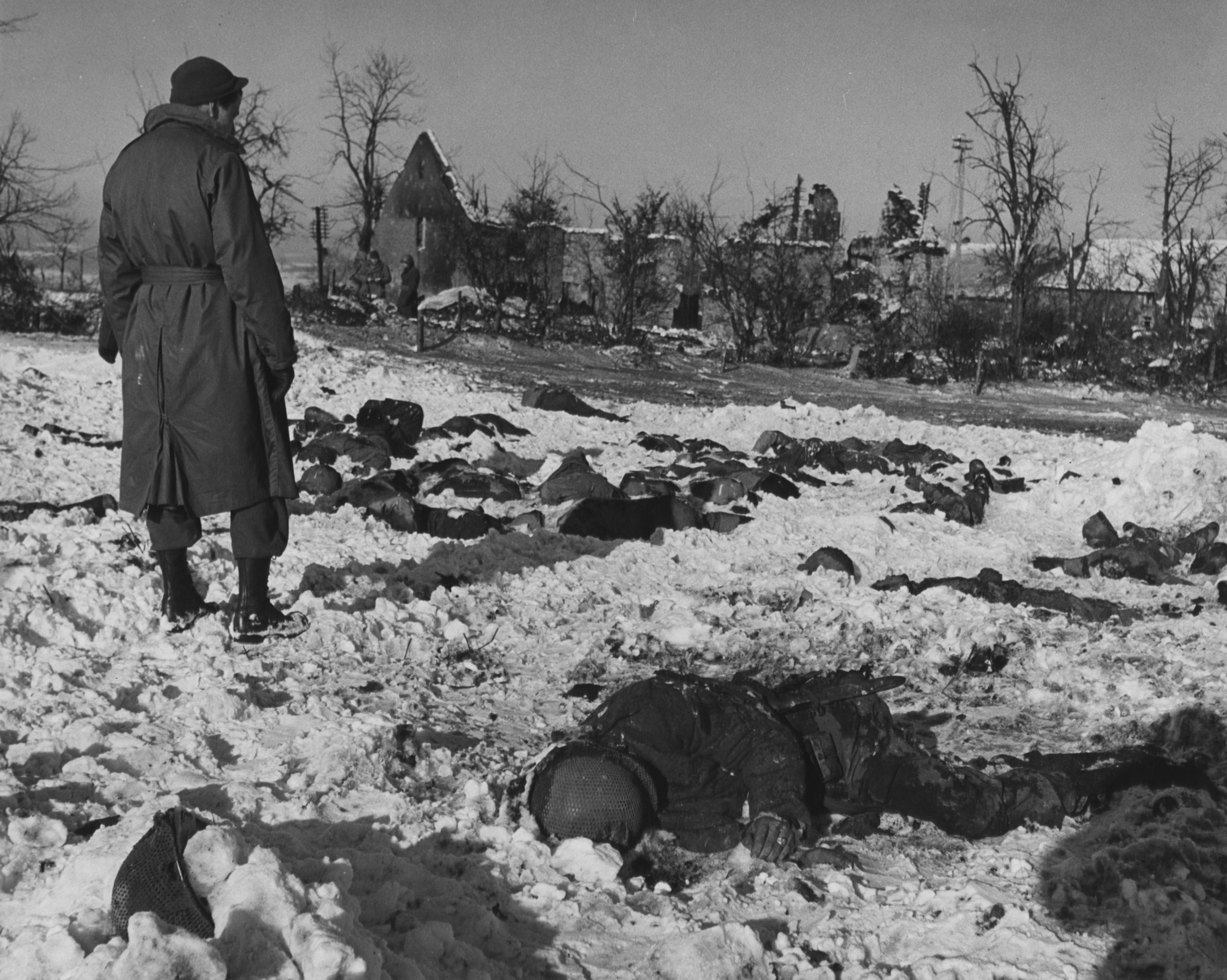
Escenario de la masacre de Malmedy

A las 12:30 del 17 de diciembre, el Kampfgruppe Peiper estaba cerca de la aldea de Baugnez, en la parte alta a medio camino entre la ciudad de Malmedy y Ligneuville, donde se encontraron con elementos del 285.º Batallón de Observación de Artillería de Campo, de la 7.ª División Blindada estadounidense Después de una breve batalla los estadounidenses, ligeramente armados, se rindieron. Fueron desarmados y, con otros estadounidenses capturados anteriormente (aproximadamente 150 hombres), enviados a un campo cerca del cruce de carreteras de Baugnez bajo una guardia ligera.
Alrededor de quince minutos después de que la punta de lanza del Kampfgruppe Peiper pasara por allí, llegó el cuerpo principal bajo el mando del Sturmbannführer de las SS Werner Pötschke. Por razones desconocidas hasta esta fecha, las tropas de las SS de repente abrieron fuego sobre los prisioneros. Tan pronto como empezó el fuego, los prisioneros se aterraron. La mayor parte fueron tiroteados allí donde estaban, aunque algunos lograron huir.
Los relatos de la matanza varían, pero 84 de los prisioneros de guerra fueron asesinados. Unos pocos sobrevivieron, y las noticias de la matanza de prisioneros de guerra recorrieron las líneas aliadas. Después del final de la guerra, soldados y oficiales del Kampfgruppe Peiper, incluidos Peiper y el general de las SS Joseph Dietrich, fueron juzgados por el incidente en el juicio por la masacre de Malmedy.

### Matanza de Chenogne
El día de Año Nuevo de 1945, después de haber recibido previamente órdenes de no tomar prisioneros, soldados estadounidenses dispararon a aproximadamente sesenta prisioneros de guerra alemanes cerca del pueblo belga de Chenogne (a 8 km de Bastoña).

### Los alemanes se dirigen al oeste
La lucha continuó y, por la tarde, la punta de lanza había presionado hacia el norte para enfrentarse a la 99.ª División de Infantería estadounidense, y el Kampfgruppe Peiper llegó frente a Stavelot. Joachim Peiper ya estaba retrasado en su calendario, porque había tardado 36 horas en ir de Eifel a Stavelot; para ese mismo avance se habían empleado solo nueve horas en 1940. Mientras los estadounidenses retrocedían, volaban los puentes y vaciaban los depósitos de combustible, retrasando a los alemanes y negándoles así el combustible que necesitaban desesperadamente.[cita requerida]

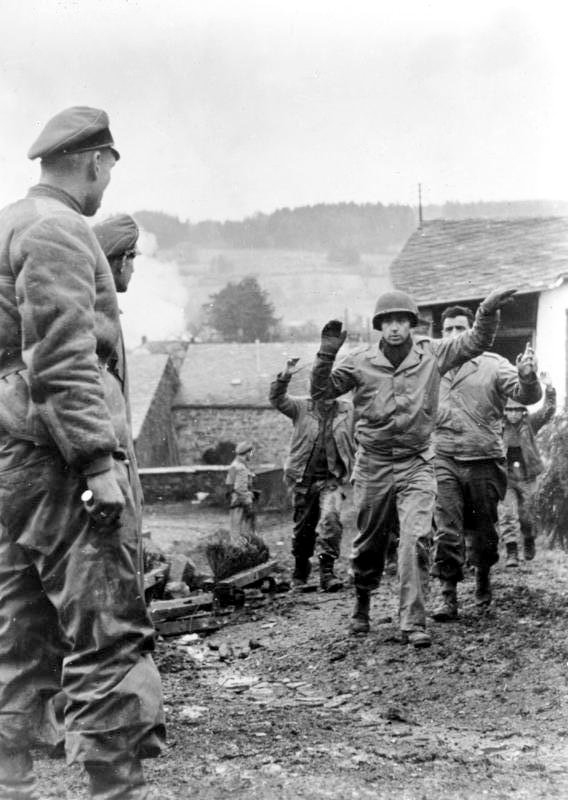
Soldados estadounidenses tomados prisioneros por los alemanes en la ciudad de Stoumont, Bélgica, el 19 de diciembre de 1944. (Tercer Batallón del 119.º Regimiento de Infantería estadounidense por el Kampfgruppe Peiper en La Gleize.)

El Kampfgruppe Peiper atacó Stavelot el 18 de diciembre pero fue incapaz de capturar la ciudad antes de que los estadounidenses vaciaran un gran depósito de combustible. Tres tanques intentaron tomar el puente, pero el vehículo líder quedó inutilizado por una mina. Luego sesenta granaderos avanzaron pero se vieron detenidos por el fuego defensivo estadounidense concentrado. Después de una fiera batalla de tanques el día siguiente, los alemanes finalmente entraron en el pueblo cuando los ingenieros estadounidenses fracasaron en su intento de volar el puente.
Capitalizando su éxito y no queriendo perder más tiempo, Joachim Peiper envió una avanzadilla hacia el vital puente del pueblo de Trois-Ponts, dejando el grueso de su fuerza en Stavelot. Cuando lo alcanzaron a las 11:30 del 18 de diciembre, los ingenieros estadounidenses en retirada lo volaron en su cara. Peiper se desvió al norte hacia el pueblo de La Gleize y Cheneaux. 
En Cheneaux, la punta de lanza se vio atacada por cazabombarderos estadounidenses, destruyendo dos tanques y cinco semiorugas, bloqueando la estrecha carretera. El grupo reinició el camino en el ocaso a las 16:00 y fue capaz de volver a su ruta original a alrededor de las 18:00. De los dos puentes que entonces quedaban entre el Kampfgruppe Peiper y el río Mosa, el puente sobre el arroyo Lienne fue volado por los estadounidenses cuando los alemanes se acercaban. Peiper giró al norte y detuvo sus fuerzas en los bosques entre La Gleize y Stoumont. Supo que Stoumont estaba fuertemente defendida y que los estadounidenses estaban obteniendo grandes refuerzos de Spa (Bélgica).
Al sur de Peiper, el avance del Kampfgruppe Hansen quedó atascado. El SS Oberführer Wilhelm Mohnke ordenó al Schnellgruppe (Grupo Rápido) Knittel, que había sido elegido para seguir a Hansen, que en lugar de ello siguiera adelante para apoyar a Peiper. El SS Sturmbannführer Gustav Knittel cruzó el puente en Stavelot alrededor de las 19:00 contra fuerzas estadounidenses que intentaban volver a tomar la ciudad. Gustav Knittel presionó hacia delante, hacia La Gleize, y poco después los estadounidenses recuperaron Stavelot. Joachim Peiper y Gustav Knittel veían ante sí la perspectiva de quedar aislados.

### El avance alemán se detiene
En la madrugada del 19 de diciembre de 1944, Peiper sorprendió a los defensores estadounidenses de Stoumont enviando infantería del 2.º Regimiento SS Panzergrenadier en un ataque y una compañía de Fallschirmjäger (paracaidistas) para infiltrarse en sus líneas. Continuó con un ataque de Panzers, ganando el borde oriental de la ciudad. Llegó un batallón de tanques estadounidense pero, después de una batalla de tanques de dos horas, Joachim Peiper finalmente tomó Stoumont a las 10:30.
Gustav Knittel se unió a Peiper y le informó de que los estadounidenses habían recuperado Stavelot al este. Peiper ordenó a Knittel que recuperase Stavelot. Valorando su propia situación, decidió que su Kampfgruppe no tenía suficiente carburante para cruzar el puente al oeste de Stoumont y continuar su avance. Mantuvo las líneas al oeste de Stoumont durante un tiempo, hasta la tarde del 19 de diciembre, cuando las retiró al borde del pueblo.
En la misma tarde la 82.ª División Aerotransportada estadounidense bajo el mando del mayor general James Gavin llegó y se desplegó en La Gleize y a lo largo de la ruta de avance planeada de Peiper. Los esfuerzos alemanes para reforzar a Peiper no tuvieron éxito. El Kampfgruppe Hansen aún estaba luchando contra las malas condiciones de las carreteras y la fuerte resistencia estadounidense en la ruta meridional. El Schnellgruppe (Grupo Rápido) Knittel se vio obligado a bajar de las alturas alrededor de Stavelot. El Kampfgruppe Rudolf Sandig, al que habían ordenado tomar Stavelot, lanzó otro ataque sin éxito.
El comandante del 6.º Ejército Panzer, el SS-Oberstgruppenführer Sepp Dietrich, ordenó a Hermann Prieß, oficial al mando del I Cuerpo Panzer SS, que incrementase sus esfuerzos para apoyar al Kampfgruppe de Joachim Peiper, pero Prieß fue incapaz de abrirse paso.
Pequeñas unidades del 2.º Batallón del 119.º Regimiento estadounidense atacaron las unidades dispersas del Kampfgruppe Peiper durante la mañana del 21 de diciembre, pero fueron empujadas hacia atrás y una serie de ellas capturadas, incluyendo al comandante del batallón, el mayor Hal McCown. Joachim Peiper supo que los refuerzos alemanes se concentrarían en La Gleize y retiró sus fuerzas hacia el este, dejando a estadounidenses y alemanes heridos en el castillo de Froidcourt. Intentando retirarse de Cheneux, paracaidistas estadounidenses de la 82.ª División Aerotransportada se empeñaron en una fiera pelea casa por casa. Los estadounidenses bombardearon al Kampfgruppe Peiper el 22 de diciembre, y aunque los alemanes se habían quedado sin comida y carecían virtualmente de combustible, siguieron luchando. Una misión de reabastecimiento de la Luftwaffe fue mal cuando el SS-Brigadeführer Wilhelm Mohnke insistió en que las coordenadas facilitadas por Peiper estaban mal, lanzando las provisiones en manos estadounidenses en Stoumont.
En La Gleize, Peiper estableció defensas esperando al relevo alemán. Cuando la fuerza de liberación alemana fue incapaz de atravesar las líneas aliadas, decidió abrirse paso de vuelta a las líneas alemanas el 23 de diciembre. Los hombres de su Kampfgruppe se vieron obligados a abandonar sus vehículos y equipamiento pesado, aunque la mayor parte de lo que quedaba de la unidad pudo escapar.

### Operación Stösser
La operación Stösser fue un lanzamiento de paracaidistas sobre la retaguardia estadounidense en la zona de los Hautes Fagnes (en alemán, Hohes Venn; en neerlandés, Hoge Venen; en inglés, High Fens). El objetivo era el cruce "Baraque Michel". Fue liderado por el Oberst (coronel) Friedrich August Freiherr von der Heydte, uno de los héroes de la batalla de Creta.
Fue el único lanzamiento nocturno de paracaidistas alemanes durante la Segunda Guerra Mundial. A Von der Heydte le dieron solo ocho días para prepararse antes del asalto. No se le permitió usar su propio regimiento porque su movimiento podría alertar a los Aliados del inminente contraataque. En lugar de ello, se le proporcionó un Kampfgruppe de 800 hombres. Para formarlo el II Cuerpo de Paracaidistas tuvo que aportar 100 hombres de cada uno de sus regimientos. Por lealtad hacia su comandante, 150 hombres de la propia unidad de Von der Hydte, el 6.º Regimiento Paracaidista, desobedecieron las órdenes y se unieron a él. Tuvieron poco tiempo para establecer cualquier cohesión de unidad o entrenarse juntos.
El lanzamiento de paracaidistas fue un fracaso total. Von der Heydte acabó con un total de alrededor de 300 soldados. Demasiados pocos y débiles para enfrentarse a los Aliados, abandonaron los planes para tomar cruces de carreteras y en lugar de ello se convirtieron en una misión de reconocimiento. Con munición suficiente para un único combate, se retiraron hacia Alemania y atacaron la retaguardia de las líneas estadounidenses. Solo alrededor de 100 de sus cansados hombres finalmente alcanzaron la retaguardia alemana.

### Wereth 11
Otra masacre, mucho menor, fue perpetrada en Wereth, Bélgica, aproximadamente a 900 metros al noreste de Saint-Vith, el 17 de diciembre de 1944. Once soldados estadounidenses negros, después de rendirse, fueron torturados y luego disparados por hombres del Kampfgruppe Knittel, perteneciente a la 1.ª División Panzer de las SS, la Leibstandarte.
Los autores de esta masacre nunca fueron castigados por su crimen e investigaciones recientes indican que los responsables fueron hombres de la Tercera Compañía del Batallón de Reconocimiento.

## Ataque por el centro
- Wikisource contiene obras originales de o sobre Se pierde Saint-Vith..

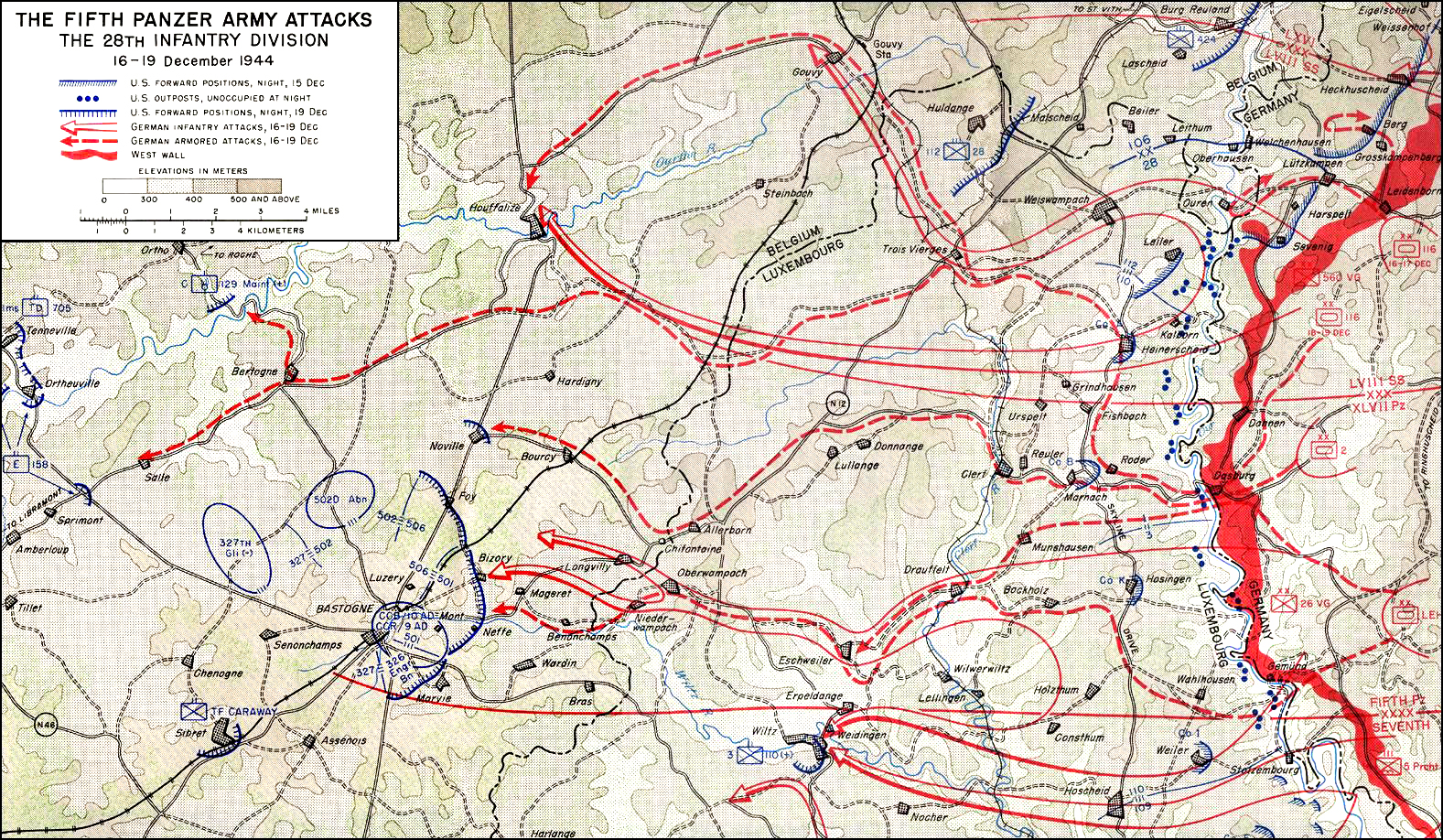
Hasso von Manteuffel encabeza al 5.º Ejército Panzer en la ruta de ataque central

El 5.º Ejército Acorazado (Panzerarmee) a las órdenes del General der Panzertruppe (general de tropas acorazadas) Hasso von Manteuffel atacaría por el centro con el objetivo final de Bruselas. En esta zona, el sector Schnee Eifel de unos 34 kilómetros, los alemanes lo hicieron mejor que en el norte.
La ofensiva obtuvo un gran éxito inicial. El 5.º Ejército Panzer atacó las posiciones que guardaban las divisiones de infantería 28.ª y 106.ª estadounidenses. Los alemanes carecían de la abrumadora fuerza que había sido desplegada en el norte, pero aún poseían una marcada superioridad numérica y material sobre las divisiones 28.ª y 106.ª estiradas al máximo. Lograron rodear a dos regimientos en gran medida intactos (422.º y 423.º) de la 106.ª División en un movimiento de pinza y les obligaron a rendirse, un tributo a la manera en que las nuevas tácticas de Manteuffel habían sido aplicadas.
La historia oficial del Ejército estadounidense afirma: "Al menos siete mil [hombres] se perdieron aquí y el número posiblemente está más cerca de los ocho o nueve mil. La pérdida total en armas y equipamiento, por supuesto, fue muy sustancial. La batalla de Schnee Eifel, por lo tanto, representa el revés más serio sufrido por las armas estadounidenses durante las operaciones de 1944-45 en el teatro europeo".
No obstante, a los alemanes se les sumó posteriormente la dificultad de que, a los pocos días, la niebla se levantó coincidiendo con que a las divisiones acorazadas de Von Manteuffel se les estaba agotando el combustible, lo que las convirtió en blanco fácil para los cazabombarderos aliados cuando estaban a menos de cien kilómetros de Amberes.

### Batalla por St. Vith
En el centro de la ciudad belga de Saint-Vith, un nudo de carreteras vital, se presentó el principal desafío tanto para las fuerzas de Manteuffel como las de Dietrich. Los defensores estaban liderados ahora por la 7.ª División Blindada e incluían al regimiento 424.º de la 106.ª División de Infantería, el CCB de la de la 9.ª División Blindada y el 112.º Regimiento de la 28.ª División de Infantería estadounidense desplazado desde el sur tras el ataque del 5.º Ejército Blindado alemán. Bajo el mando del general de brigada Bruce C. Clarke, comandante del CCB (Combat Command B, Mando de Combate B) de la 7.ª División Blindada, resistieron con éxito los ataques alemanes hasta el 21 de diciembre, ralentizando significativamente el avance germano.
Tras la caída de Saint-Vith en manos alemanas, las fuerzas estadounidenses retrocedieron hacia el oeste y el 23 de diciembre, tras asumir Montgomery por orden de Eisenhower el mando de las tropas aliadas situadas en el flanco norte de la ofensiva tudesca, se retiraron a nuevas líneas defensivas al oeste del río Salm. Puesto que el plan alemán exigía la captura de Saint-Vith para las 18:00 del 17 de diciembre, la prolongada acción en y alrededor de ella supuso un gran contratiempo para su ajustado programa.

### Puentes sobre el río Mosa

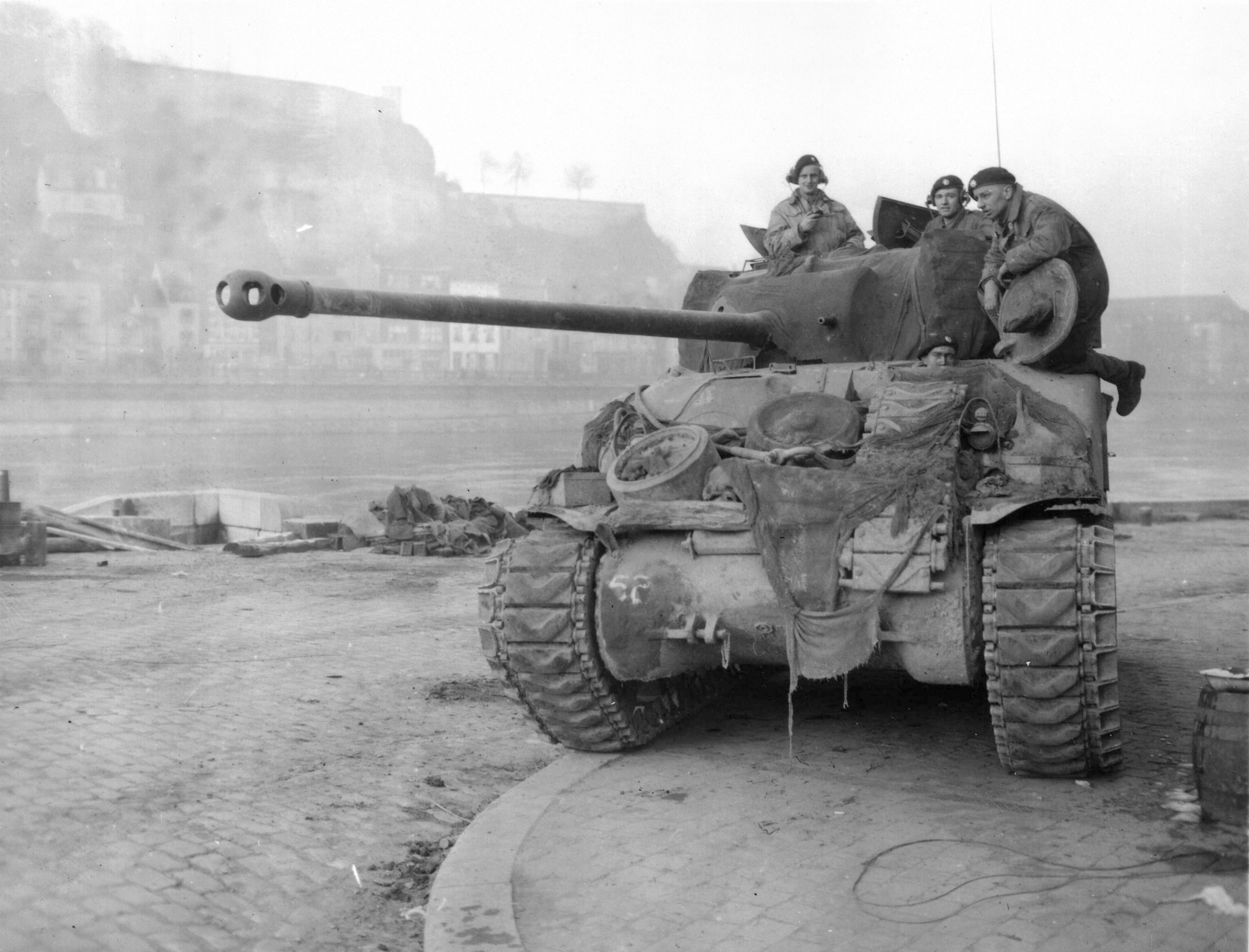
Carro británico Sherman "Firefly" en Namur sobre el río Mosa, diciembre de 1944

Para proteger los cruces del río Mosa en Givet, Dinant y Namur, Montgomery ordenó a aquellas pocas unidades disponibles que guardaran los puentes el 19 de diciembre. Esto llevó a una fuerza apresuradamente reunida incluyendo tropas de retaguardia, policía militar y personal de la Fuerza Aérea. La 29.ª Brigada Blindada británica, que había entregado sus carros de combate para que los reequipasen, recibió la orden de cogerlos otra vez y dirigirse a la zona. El XXX Cuerpo de Ejército en Holanda comenzó a moverse hacia la región el 20 de diciembre. La 6.ª División Aerotransportada en el Reino Unido recibió la orden de ir a puerto para ser transportada a Francia.
Aparte de las dificultades en los sectores septentrional y meridional, el avance alemán en el centro fue el más exitoso. El 5.º Ejército Panzer fue encabezado por la 2.ª División Panzer mientras que la División Panzer Lehr venía desde el sur, dejando Bastoña a otras unidades. Pasaron el río Ourthe en Ourtheville el 21 de diciembre. La falta de carburante detuvo el avance un día, pero el 23 de diciembre la ofensiva se reemprendió hacia las dos pequeñas ciudades de Hargimont y Marche.
Hargimont fue tomada el mismo día, pero Marche estaba intensamente defendida por la 84.ª División. El general Lüttwitz, comandante del XXXXVII Cuerpo de Ejército Panzer, ordenó a la división que girara al oeste hacia Dinant y el Mosa, dejando solo una fuerza de bloqueo en Marche. Aunque avanzaba solo a lo largo de un estrecho corredor, la 2.ª División Panzer aun así avanzaba rápidamente, llevando a Berlín al júbilo. El cuartel general liberó entonces a la 9.ª División Panzer para el 5.º Ejército Panzer, que fue desplegada en Marche.
El 22/23 de diciembre alcanzaron los bosques de Foy-Notre-Dame, solo unos pocos kilómetros por delante de Dinant. Sin embargo, el estrecho corredor causó considerables dificultades, como los constantes ataques por los flancos que amenazaban a la división. El 24 de diciembre se alcanzó el punto de máxima penetración. La División Panzer Lehr tomó la ciudad de Celles, mientras que un poco más al norte, partes de la 2.ª División Panzer vieron el río Mosa cerca de Dinant, en Foy-Notre-Dame.
Sin embargo, una fuerza de bloqueo aliada, precipitadamente reunida en el lado oriental del río, impidió que las fuerzas de tanteo alemanas se acercaran al puente de Dinant. A finales de Nochebuena el avance en este sector se detuvo cuando las fuerzas aliadas amenazaron el estrecho corredor sostenido por la 2.ª División Panzer.

### Operación Greif y Operación Währung
- Wikisource contiene obras originales de o sobre El avance de la 1.ª División Panzer de las SS hacia el Oeste, y Operación Greif.

Para la operación Greif, Otto Skorzeny se infiltró con éxito parcial junto a su batallón de alemanes disfrazados de habla inglesa por detrás de las líneas aliadas. Aunque fracasaron en tomar los vitales puentes sobre el Mosa, su presencia causó una desmesurada confusión en actividades militares, y los rumores se difundieron. Se establecieron puestos de control por toda la retaguardia aliada, ralentizando en gran medida el movimiento de soldados y equipamiento. La policía militar en estos puestos de control interrogaba a las tropas sobre cosas que cualquier estadounidense sabría, como la identidad de la novia de Mickey Mouse, resultados de partidos de béisbol, o la capital de un estado estadounidense en particular, aunque algunos no podían acordarse o simplemente no lo sabían.
La seguridad reforzada, a pesar de todo, puso las cosas difíciles a los infiltrados alemanes, y algunos de ellos fueron capturados. Incluso durante los interrogatorios continuaron con sus pretensiones de divulgar desinformación; cuando se les preguntaba por su misión, algunos de ellos dijeron que se les había pedido ir a París para matar o capturar al general Eisenhower. Se incrementó en gran medida la seguridad alrededor del general, y se vio confinado a su cuartel general. Debido a que estos prisioneros habían sido capturados con el uniforme estadounidense, fueron posteriormente fusilados. Esta era la práctica estándar de todos los ejércitos en aquella época, aunque su legalidad es ambigua bajo la convención de Ginebra, que meramente afirmaba que los soldados debían usar uniformes que los distinguiera como combatientes. Además, Skorzeny consideró que una operación semejante entraría bien dentro de las normas de la guerra mientras sus hombres llevaran los uniformes alemanes cuando disparasen armas. Skorzeny y sus hombres eran plenamente conscientes de su probable destino, y la mayor parte de ellos llevaban su uniforme tudesco por debajo del de los Aliados, para el caso de ser capturados. Otto Skorzeny fue juzgado por un tribunal estadounidense en 1947, pero fue absuelto y se trasladó a España y luego a Sudamérica.
En la operación Währung, un pequeño número de agentes alemanes se infiltraron en las líneas aliadas en uniformes estadounidenses. Estos agentes iban después a intentar sobornar a trabajadores ferroviarios y portuarios para interrumpir las operaciones de suministro aliadas. Sin embargo, esta operación fue un fracaso.[cita requerida]

## Ataque en el sur

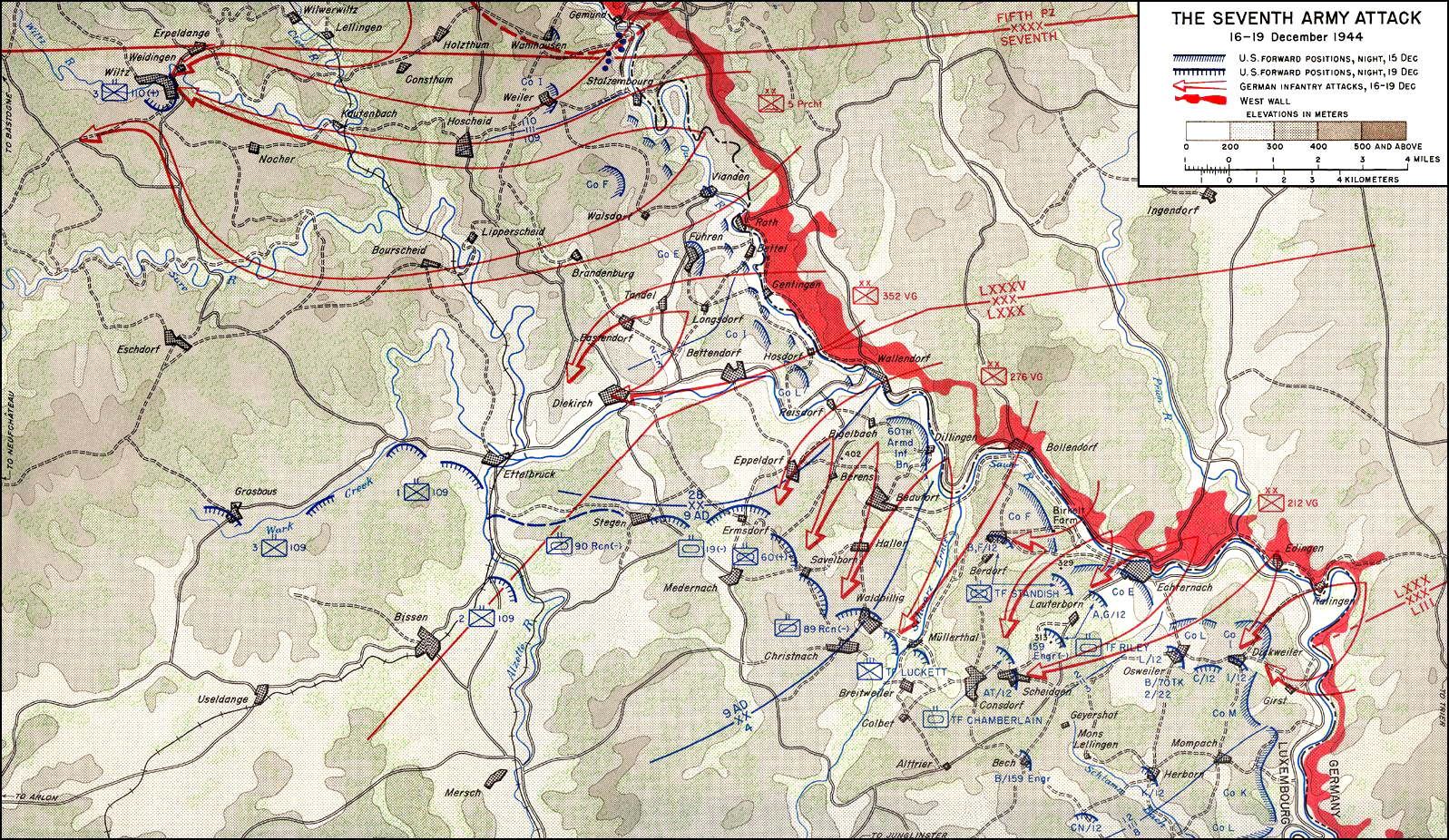
Erich Brandenberger encabezó el 7.º Ejército en la ruta de ataque más meridional

Más al sur que el frente de Hasso von Manteuffel, el principal empuje fue realizado por todas las divisiones ofensivas cruzando el río Our, incrementando así la presión sobre los centros de carreteras clave de Saint-Vith y Bastoña. La más experta 28.ª División de Infantería presentó una defensa mucho más tenaz que los soldados inexpertos (o "verdes") de la 106.ª División de Infantería. El 112.º Regimiento de Infantería (el más septentrional de los regimientos de la 28.ª División), manteniendo un frente continuo al este del Our, impidió a las tropas alemanas tomar y usar los puentes del río Our alrededor de Ouren durante dos días, antes de retirarse progresivamente hacia el oeste.

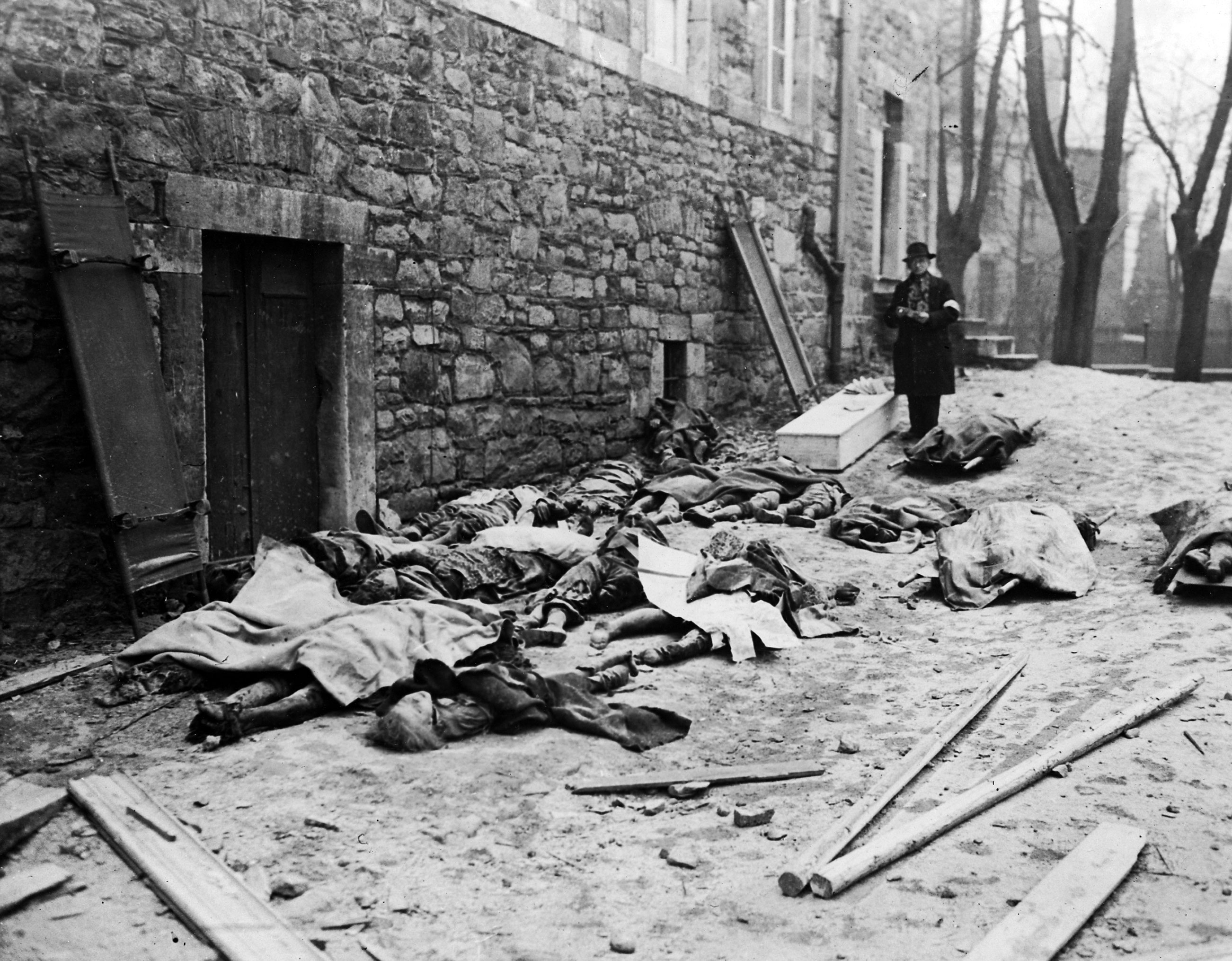
Civiles belgas asesinados por unidades SS (Schutzstaffel) durante la ofensiva

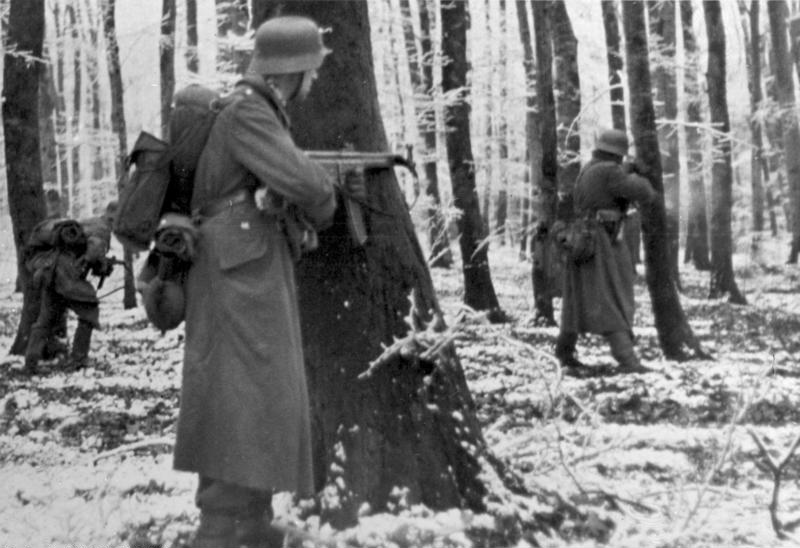
Tropas alemanas combatiendo en las Ardenas. El soldado del Heer en primer plano está equipado con el nuevo StG-44, el primer fusil de asalto del mundo.

Los regimientos 109.º y 110.º de la 28.ª División, sin embargo, lo llevaron peor, puesto que estaban estirados al máximo de manera que sus posiciones se vieron fácilmente superadas. Ambos ofrecieron una dura resistencia frente a fuerzas superiores y retrasaron el avance alemán durante varios días. La situación del 110.º era de lejos la peor, pues era responsable de un frente de 18 kilómetros mientras que su 2.º Batallón se conservaba como una reserva divisional. Las columnas de Panzer cogieron los pueblos exteriores y separaron ampliamente los puestos fortificados en una amarga lucha, y avanzaron hasta puntos cerca de Bastoña en cuatro días. La lucha por los pueblos y los puestos fortificados estadounidenses, más la confusión del transporte en el lado alemán, ralentizó el ataque lo suficiente para permitir a la 101.ª División Aerotransportada (reforzada por elementos de las Divisiones Blindadas 9.ª y 10.ª) alcanzar Bastoña por camión en la mañana del 19 de diciembre. La feroz defensa de Bastoña, en la que se distinguieron particularmente los paracaidistas estadounidenses, imposibilitaron a los alemanes tomar la ciudad, con su importante confluencia de carreteras. Las columnas panzer pasaron por ambos lados, aislando Bastoña el 20 de diciembre pero fracasaron a la hora de asegurar los vitales cruces de caminos.
En el extremo sur, las tres divisiones de infantería de Erich Brandenberger fueron enfrentadas por divisiones del VIII Cuerpo del ejército estadounidense después de un avance de seis kilómetros y medio; ese frente estaba entonces firmemente fijado. Solo la 5.ª División Paracaidista bajo el mando de Erich Brandenberger fue capaz de avanzar 19 kilómetros sobre el flanco interior para completar al menos parcialmente el rol que tenía asignado. Eisenhower y sus principales comandantes se dieron cuenta el 17 de diciembre de que la lucha en las Ardenas era una gran ofensiva y no un contraataque local, y enviaron vastos refuerzos a la zona. En una semana se habían enviado 250 000 soldados. El General estadounidense James M. Gavin de la 82.ª División Aerotransportada llegó al lugar primero y ordenó a la 101.ª que conservara Bastoña mientras la 82.ª asumiría el papel más difícil de enfrentarse a las Divisiones Panzer de las SS; también fue arrojado a la batalla al norte del saliente, cerca de la cresta Elsenborn.[cita requerida]

### El asedio de Bastoña
La defensa de los Aliados fue llevada a cabo por la 101.ª División Aerotransportada norteamericana en Bastoña (Bélgica). Esta división había sido entrenada para este tipo de casos. Se quedaron rodeados y fueron abastecidos mediante envío de suministros por paracaídas sufriendo muchas bajas y una lucha de desgaste.
Para cuando los principales comandantes aliados se encontraron en un búnker en Verdún el 19 de diciembre, la ciudad de Bastoña y su red de carreteras que recorrían el terreno montañoso y cenagoso barro de la región de las Ardenas iban a estar en manos alemanas durante varios días. Para cuando esa reunión se celebró, dos columnas alemanas separadas dirigidas hacia el Oeste que tenían que haber sobrepasado la ciudad por el sur y el norte, la 2.ª División Panzer y la División Panzer-Lehr del XLVII Cuerpo del ejército Panzer, así como el cuerpo de infantería (26.ª División Volksgrenadier), que se dirigían al oeste se habían visto entorpecidas y ralentizadas y frustradas en batallas exteriores en las posiciones defensivas alejadas hasta 16 kilómetros de la ciudad en si —y gradualmente se las estaba rechazando hacia las rápidas defensas construidas dentro del municipio—. Más aún, el único corredor que estaba abierto (al sureste) estaba amenazado y había sido cerrado esporádicamente conforme cambiaba la línea del frente, y se esperaba que quedaría completamente cerrada más pronto que tarde, lo que daba la impresión de que la ciudad quedaría pronto rodeada.[cita requerida]

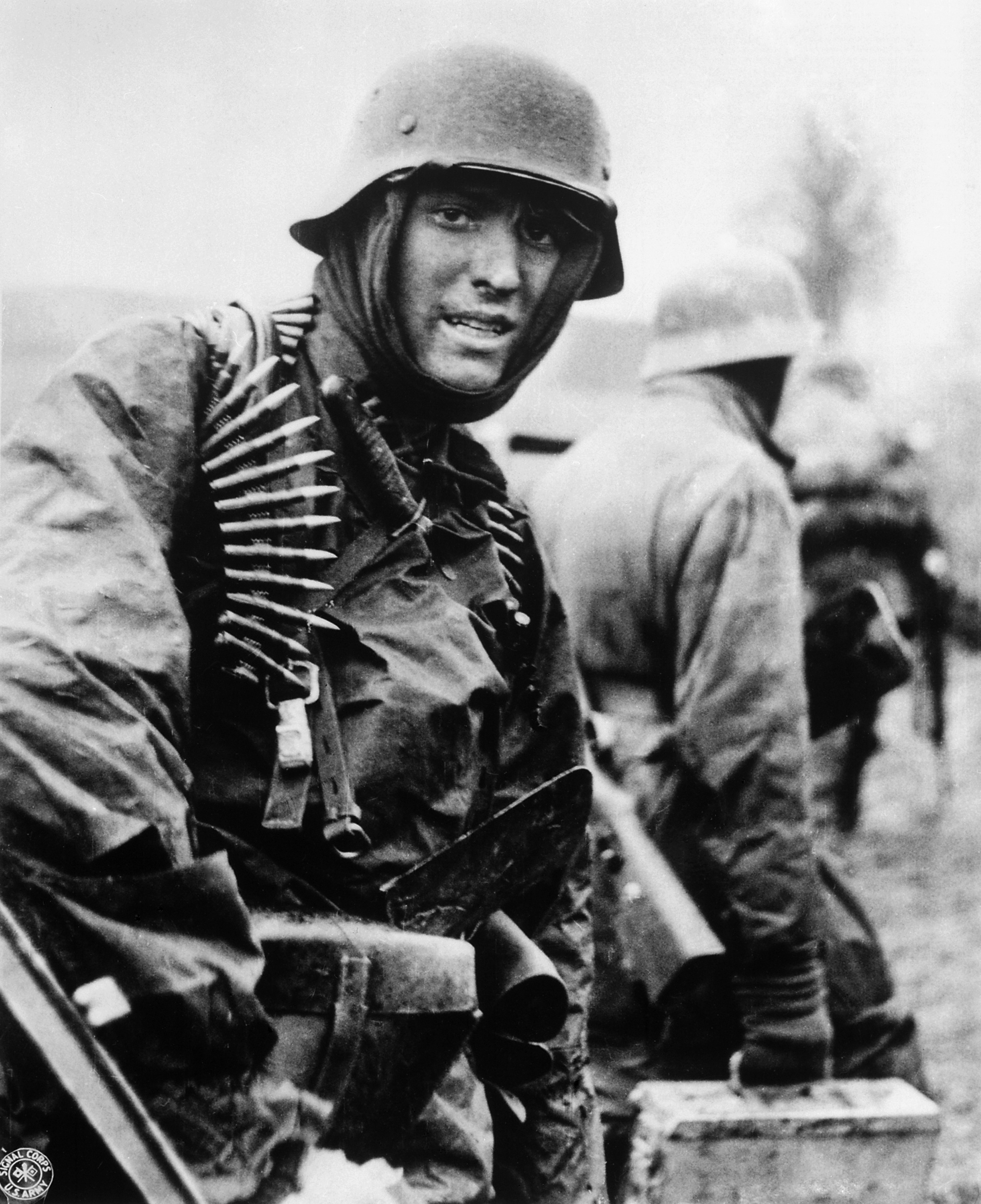
Un ametrallador alemán marchando por las Ardenas en diciembre de 1944

El general Eisenhower, dándose cuenta de que los Aliados podrían destruir las fuerzas alemanas más fácilmente cuando estaban afuera en lo abierto y al ataque, que si estaban a la defensiva, dijo a sus generales, "«La situación actual debe considerarse como una oportunidad para nosotros, y no un desastre. Solo habrá caras alegres en esta mesa». Patton, dándose cuenta de lo que Eisenhower quería decir, respondió, «Demonios, tengamos las agallas de permitir a esos bastardos llegar hasta París. Entonces, realmente los aislaremos y masticaremos». Eisenhower, después de decir que él no era así de optimista, le preguntó a Patton cuánto le costaría hacer girar a su Tercer ejército (ubicado en el noreste de Francia) hacia el norte para contraatacar. Patton respondió que podía atacar con dos divisiones en 48 horas, ante la incredulidad de los otros generales presentes. Sin embargo, antes de ir a la reunión Patton había ordenado a sus asistentes que prepararan tres planes de contingencia para un giro al norte con la fuerza de al menos un Cuerpo. Para cuando Eisenhower le preguntó cuánto tardaría, el movimiento ya estaba en marcha. El 20 de diciembre, Eisenhower quitó los ejércitos Primero y Noveno de EE. UU. del 12.º Grupo del Ejército del general Bradley y los colocó bajo el mando del 21.º Grupo del Ejército bajo el mando de Montgomery.

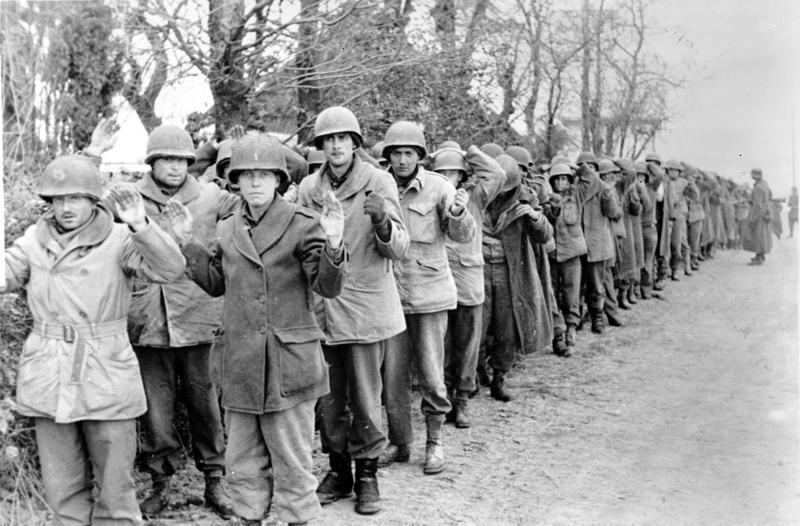
Prisioneros de guerra estadounidenses el 22 de diciembre de 1944

Para el 21 de diciembre los alemanes habían rodeado Bastoña, que estaba defendida por la 101.ª División Aerotransportada y Comando de Combate B de la 10.ª División Blindada. Las condiciones dentro del perímetro eran duras—la mayor parte de los suministros médicos y del personal sanitario habían sido capturados. La comida era escasa, y para el 22 de diciembre la munición de artillería se restringió a 10 rondas por cañón al día. El tiempo se aclaró al día siguiente, sin embargo, y se lanzaron suministros (principalmente munición) durante cuatro de los siguientes cinco días.
A pesar de los decididos ataques alemanes, sin embargo, el perímetro resistió. El comandante alemán, teniente general Heinrich Freiherr von Lüttwitz, exigió la rendición de Bastoña. Cuando el general de brigada Anthony McAuliffe, actuando como comandante de la 101.ª Aerotransportada, supo la exigencia nazi de rendirse, frustrado respondió, "Nuts!" Después de volver a otros asuntos más perentorios, su personal le recordó que debían responder a la exigencia alemana. Un oficial, el teniente coronel Harry Kinnard, anotó que la respuesta inicial de McAuliffe sería "tough to beat" (“difícil de derrotar”) Lo que escribió McAuliffe en el papel, mecanografiado y entregado a los alemanes, la expresión que se hizo famosa y una forma de elevar la moral de sus tropas: "NUTS!" Esta respuesta tuvo que ser explicada, tanto a los alemanes como a los Aliados no estadounidenses.
Tanto la 2.ª Panzer como la Lehr Panzer se alejaron de Bastoña después del 21 de diciembre, dejando solo el 901.º Regimiento Lehr Panzer para ayudar a la 26.ª División Volksgrenadier a intentar tomar la confluencia de carreteras. La 26.ª VG recibió un regimiento de granaderos pánzer de la 15.ª División Panzergrenadier en Nochebuena para su principal asalto del día siguiente. Debido a que carecían de suficientes tropas y que las de la División 26.ª VG estaba próxima al agotamiento, el XLVII Cuerpo Panzer concentró su asalto en varias ubicaciones concretas en el lado oeste del perímetro en secuencia en lugar de lanzar un ataque simultáneo por todos los lados. El asalto, a pesar de un éxito inicial por los carros que penetraron por la línea estadounidense, fue derrotada y todos los tanques destruidos. Al día siguiente, 26 de diciembre, la punta de lanza de la 4.ª División Blindada del general Patton rompió el cerco y abrió un corredor hasta Bastoña.

## Contraofensiva aliada

Los objetivos iniciales están subrayados en líneas discontinuas rojas. La línea naranja indica su mayor avance.

El 23 de diciembre, las condiciones atmosféricas empezaron a mejorar, permitiendo a las fuerzas aéreas aliadas atacar. Lanzaron devastadores ataques bombardeando los puntos de suministro alemanes en su retaguardia, y P-47 Thunderbolts empezaron a atacar a las tropas alemanas en las carreteras. Las fuerzas aéreas aliadas también ayudaron a los defensores de Bastoña, lanzando los tan necesitados suministros—medicina, comida, mantas y munición. Un equipo de cirujanos voluntarios que volaron en un planeador militar y comenzaron a operar en un cuarto de herramientas.
Para el 24 de diciembre, el avance alemán fue efectivamente detenido cerca del Mosa. Unidades del XXX Cuerpo de Ejército Británico guardaban los puentes en Dinant, Givet, y Namur y unidades estadounidenses iban a hacerse cargo. Los alemanes habían superado sus líneas de abastecimiento, y la escasez de carburante y munición se hizo crítica. Hasta este punto, las pérdidas alemanas eran escasas, especialmente en blindados, que estaban prácticamente intactos con la excepción de las pérdidas de Peiper. En la tarde del 24 de diciembre, el general Hasso von Manteuffel recomendó al Asistente Militar de Hitler un alto en todas las operaciones ofensivas y una retirada al Muro Occidental. Hitler lo rechazó.
Sin embargo, los desacuerdos y la confusión en el mando aliado impidieron una respuesta fuerte, perdiendo la oportunidad de una acción decisiva. En el centro, en Nochebuena, la 2.ª División Blindada intentó atacar y aislar las puntas de lanza de la 2.ª División Panzer en el Mosa, mientras las unidades del 4.º Grupo de Caballería mantuvo a la 9.ª División Panzer ocupada en Marche. Como resultado, partes de la 2.ª División Panzer quedaron aisladas. Lehr Panzer intentó liberarlas, pero solo tuvo éxito en parte, pues el perímetro resistió. En los siguientes dos días el perímetro se fortaleció. El 26 y 27 de diciembre las unidades atrapadas de la 2.ª División Panzer hubo dos intentos de ruptura, de nuevo solo con éxito parcial, mientras grandes cantidades de equipamiento caía en manos aliadas. Una mayor presión aliada de Marche finalmente llevó al mando alemán a la conclusión de que no eran posibles más acciones ofensivas hacia el Mosa.
En el sur el tercer ejército de Patton estaba combatiendo para aliviar Bastoña. A las 16:50 del 26 de diciembre, el elemento líder, Compañía D, 37.º Batallón de tanques de la 4.ª División Blindada, alcanzó Bastoña, poniendo fin al asedio.

## Contraataque alemán
El 1 de enero, en un intento de mantener en marcha la ofensiva, los alemanes lanzaron dos nuevas operaciones. A las 09:15, la Luftwaffe lanzó Unternehmen Bodenplatte (Operación Placa Nase), una gran campaña contra los aeródromos aliados en los Países Bajos. Cientos de aviones atacaron los aeródromos aliados, destruyendo o dañando seriamente unas 465 naves. Sin embargo, la Luftwaffe perdió 277 aeroplanos, 62 por cazas aliados y 172 principalmente debido a un número inesperadamente alto de cañones de artillería antiaérea aliada, establecidos para protegerse contra los ataques de bombas volantes alemanas V-1, pero también por fuego amigo de los cañones antiaéreos que no estaban informados de que se estuviera desarrollando una operación aérea alemana a gran escala. Los alemanes sufrieron muchas pérdidas en un aeródromo llamado Y-29, perdiendo 24 de sus propios aviones mientras derribaban solo un avión estadounidense. Mientras los Aliados se recuperaron de sus pérdidas en cuestión de días, la operación dejó a la Luftwaffe débil y poco efectiva para el resto de la guerra.

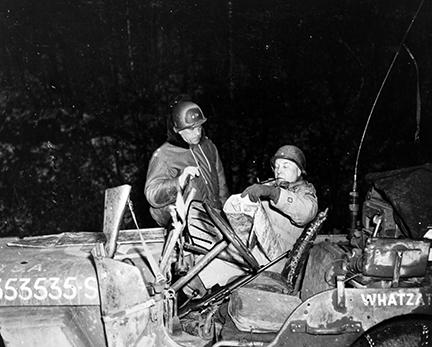
El mayor general Maurice Rose (en pie), al mando de la 3.ª División Acorazada de Estados Unidos, y el general de brigada Doyle Hickey (sentado en el jeep), durante un descanso, el 1 de enero de 1945.

El mismo día, el Grupo de Ejércitos C alemán (Heeresgruppe G) y Grupo de Ejércitos Rin Superior (Heeresgruppe Oberrhein) lanzó una gran ofensiva contra la línea estirada al máximo, de más de 110 kilómetros del Séptimo ejército estadounidense. Esta ofensiva, conocida como Unternehmen Nordwind (Operación Viento del Norte), fue la última gran ofensiva alemana en la guerra en el Frente Occidental. El debilitado Séptimo Ejército había enviado, por orden de Eisenhower, tropas, equipamiento y suministros al norte para reforzar los ejércitos estadounidenses en las Ardenas, y la ofensiva lo abandonó en graves aprietos.
Para el 15 de enero, el VI Cuerpo del Séptimo ejército estaba combatiendo en tres frentes en Alsacia. Con las bajas aumentando, y quedando cortos de reemplazos, tanques, municiones y suministros, el Séptimo ejército se vio obligado a retirarse a posiciones defensivas en la orilla sur del río Moder el 21 de enero. La ofensiva alemana llegó a su fin para el 25 de enero. En la lucha amarga y desesperada de la operación Nordwind, el VI Cuerpo del ejército, que había llevado todo el peso de la lucha, sufrió un total de 14 716 bajas. El total del Séptimo ejército para enero era 11 609. Las bajas totales incluyeron al menos 9000 heridos. El Primer, Tercer y Séptimo Ejércitos sufrieron un total de 17 000 hospitalizados por el frío.

### Victoria aliada

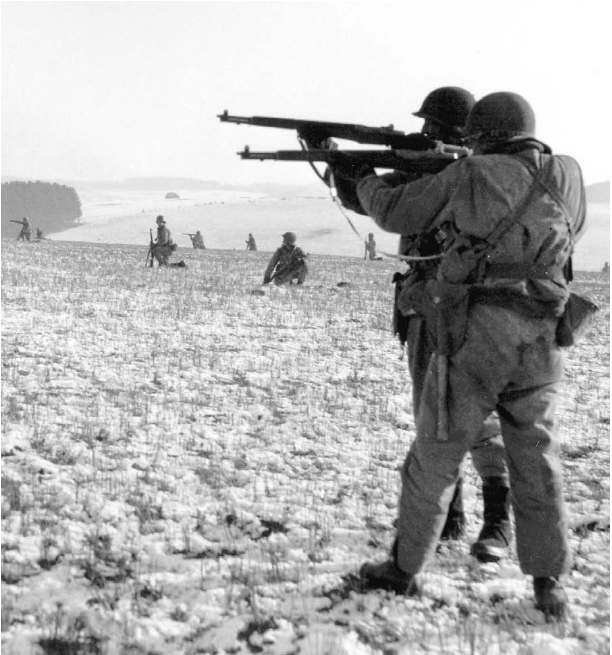
Infantería estadounidense dispara sobre el enemigo cerca de Bastoña, diciembre de 1944

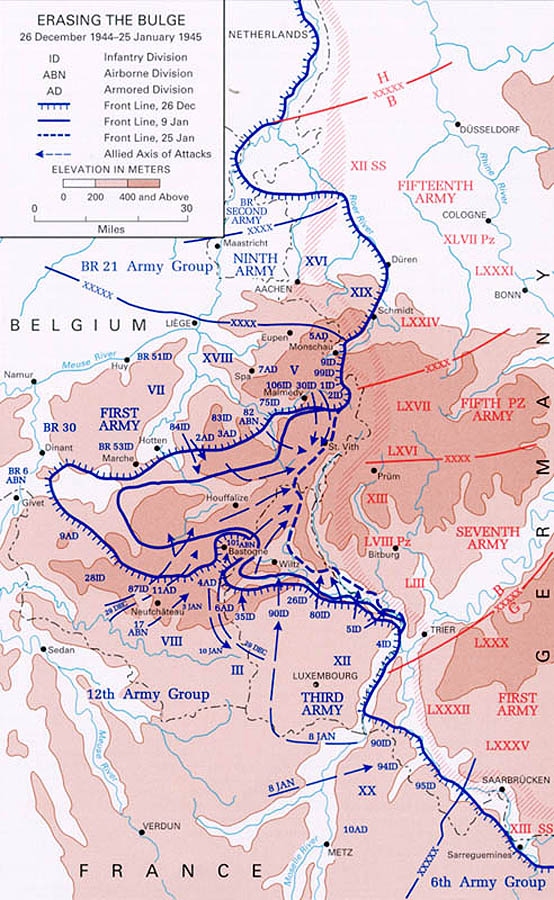
Borrando el saliente. El contraataque aliado, 26 de diciembre-25 de enero

Aunque la ofensiva alemana se detuvo, aún controlaban un peligroso saliente en la línea aliada. El tercer ejército de Patton en el sur, centrado alrededor de Bastoña, atacaría hacia el norte, las fuerzas de Montgomery en el norte golpearía hacia el sur, y las dos fuerzas planeaban encontrarse en Houffalize.
La temperatura en enero de 1945 fue extremadamente baja. Las armas exigían mantenimiento y los motores de los camiones y blindados se ponían en marcha cada media hora para impedir que el combustible se congelara. La ofensiva siguió adelante a pesar de todo.
Eisenhower quería que Montgomery fuera en la contraofensiva del 1 de enero, con la pretensión de encontrarse con el tercer ejército de Patton que se aproximaba y aislando a la mayor parte de los alemanes atacantes, atrapándolos en un “bolso”. Sin embargo, Montgomery, rechazando arriesgar infantería poco preparada en una tormenta de nieve por una zona estratégicamente poco importante, no lanzó el ataque hasta el 3 de enero, y para entonces números significativos de tropas alemanas habían logrado ya escapar, pero con el coste de perder casi todo su equipamiento pesado.
A comienzos de la ofensiva el Primer y Tercer Ejército estadounidense estaban separados por alrededor de 40 kilómetros. El avance estadounidense en el sur estaba también restringido a aproximadamente un kilómetro por día. La mayoría de las fuerzas alemanas ejecutaron una exitosa retirada combatiendo y escaparon de la zona de batalla, aunque la situación del combustible había llegado a ser tan apurada que la mayor parte de los blindados alemanes tuvieron que abandonarse. El 7 de enero de 1945, Hitler estuvo conforme en retirar todas las fuerzas de las Ardenas, incluyendo las divisiones SS Panzer, acabando así con todas las operaciones ofensivas. Sin embargo, se desarrollaron importantes combates durante alrededor de otras tres semanas; Saint-Vith fue recuperada por los estadounidenses el 23 de enero y las últimas unidades alemanas que participaron en la ofensiva no regresaron a su línea inicial hasta el 25 de enero.
Winston Churchill, dirigiéndose a la Casa de los Comunes después de la batalla de las Ardenas dijo, "Esta es indudablemente la mayor batalla estadounidense de la guerra y, creo yo, será considerada como una victoria estadounidense cada vez más famosa".

## Controversia en el alto mando

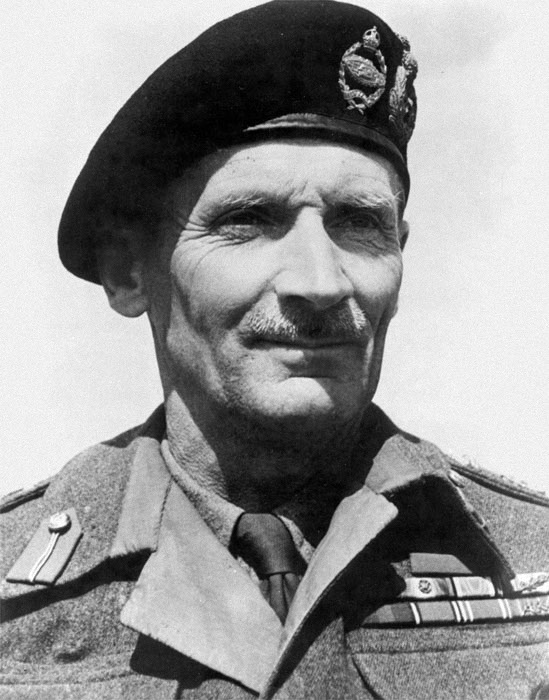
Mariscal de campo Montgomery

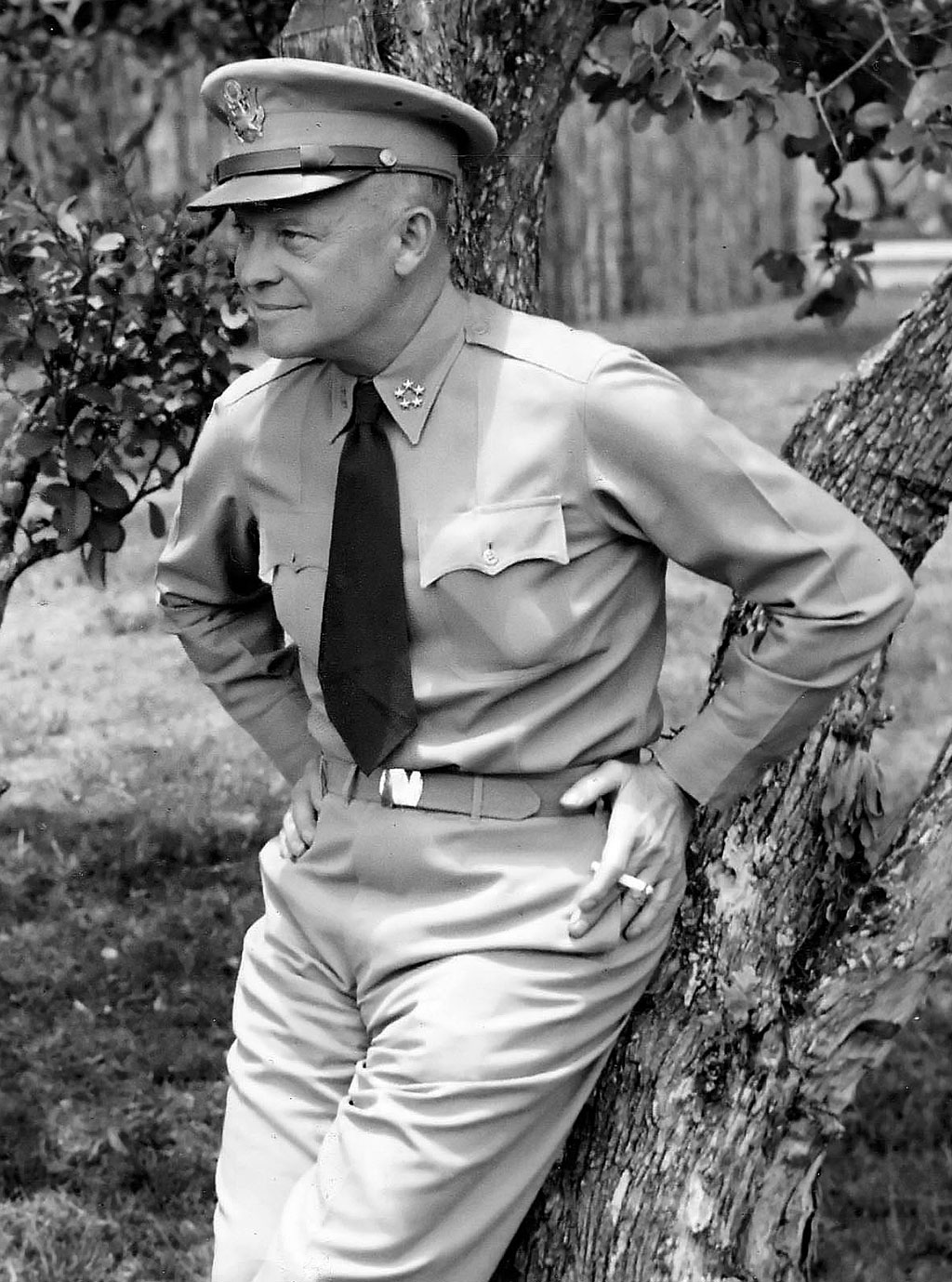
El general Eisenhower

Conforme se fue desarrollando la crisis de las Ardenas, Montgomery asumió el mando de dos ejércitos estadounidenses, el Primero y el Noveno (que, hasta entonces, estaban bajo el mando de Bradley). Este cambio operativo en el mando fue aprobado por Eisenhower, puesto que los ejércitos septentrionales habían perdido toda comunicación con Bradley, que tenía su base en Luxemburgo.
Debido al bloqueo de noticias impuesta desde el 16, el resto del mundo no supo esto hasta que al final SHAEF hizo un anuncio público dejando claro que el cambio en el mando no "tenía nada que ver con fracaso por parte de los tres generales estadounidenses". El resultado fueron titulares en los periódicos británicos. La historia también apareció en Stars and Stripes y por vez primera se mencionó la contribución británica a la lucha.
Montogomery pidió a Churchill dar una conferencia de prensa para explicar la situación. Aunque parte de su personal se preocupó por la imagen que iba a ofrecer, la conferencia había sido despejada por Alan Brooke, el CIGS, quien era posiblemente la única persona a la que Monty escucharía.
El mismo día de la orden de retirada de Hitler, 7 de enero, Montgomery celebró su rueda de prensa en Zonhoven. Montgomery empezó reconociendo el «coraje y buena cualidad de lucha» de las tropas estadounidenses, caracterizando a un típico estadounidense como «un luchador muy valiente que tiene la tenacidad en batalla que hace de él un gran soldado», y siguió hablando sobre la necesidad de un trabajo de equipo aliado, y alabó a Eisenhower, afirmando, «El trabajo en equipo gana las batallas y ganar batallas es lo que gana las guerras. En nuestro equipo, el capitán es el general Ike».
Entonces Montgomery describió el curso de la batalla durante media hora. Al llegar al final de su discurso dijo que había «empleado todo el poder disponible del Grupo de Ejércitos británico; este poder fue puesta en juego muy gradualmente... Finalmente fue puesto en batalla con un estallido... de esta manera tienes la imagen de tropas británicas luchando a ambos lados de los estadounidenses que habían sufrido un gran golpe». Afirmó que él había «desviado... despedido... y... destrozado» a los alemanes. "«La batalla ha sido de lo más interesante, creo que posiblemente una de las batallas más interesantes y peliagudas que yo haya manejado nunca».
A pesar de sus afirmaciones positivas sobre los soldados estadounidenses, la impresión general que Montgomery dio, al menos a oídos del liderazgo militar estadounidense, era que él se había llevado la parte del león del mérito por el éxito de la campaña, y había sido responsable de rescatar a los asediados estadounidenses. El flanco septentrional del frente había perdido toda comunicación, no solo con la estructura de mando estadounidense, sino también con las unidades adyacentes. Sin comunicación de radio o teléfono el general Montgomery logró improvisar un mando efectivo y sistema de control basado en aquellos "galopadores" de Wellington en la batalla de Waterloo.
Sus comentarios se interpretaron como autobombo, particularmente su pretensión de que cuando la situación "comenzó a deteriorarse," Eisenhower lo había puesto al mando en el norte. Patton y Eisenhower sintieron que ésta era una representación equivocada de la parte relativa que cada uno de los combatientes británicos y estadounidenses tuvo en las Ardenas (por cada soldado británico había 30 o 40 estadounidenses combatiendo), y de esta manera menospreciaba el papel interpretado por Bradley, Patton y otros comandantes estadounidenses. En el contexto de la bien conocida antipatía entre Patton y Montgomery, el fallo de Montgomery al no mencionar la contribución de ningún general estadounidense más que Eisenhower se vio como un insulto. De hecho, el general Bradley y sus comandantes estadounidenses ya estaban empezando su contraataque para cuando Montgomery recibió el mando del Primer y Noveno Ejércitos. Centrándose exclusivamente en su propio generalato, Montgomery siguió diciendo que él pensaba que la contraofensiva había ido muy bien pero no explicó las razones de su retraso en el ataque del 3 de enero. Más tarde atribuyó esto a la necesidad de más tiempo para prepararse en el frente septentrional. Según Winston Churchill, el ataque desde el sur bajo Patton era constante pero lento e implicó muchas bajas, y Montgomery pretendía estar intentando evitar esta situación.
Montgomery posteriormente reconoció su error y más tarde escribió: "Creo ahora que nunca debí celebrar esa rueda de prensa. Los sentimientos contra mi por parte de los generales estadounidenses eran tan intensos que cualquier cosa que dijera iba a estar mal. Por lo tanto no tenía que haber dicho nada". Eisenhower comentó en sus propias memorias: "Dudo que Montgomery llegase a darse cuenta cuán resentidos estaban algunos generales estadounidenses. Creían que los había menospreciado —y no eran lentos a la hora de verbalizar su desdén y desprecio recíproco—".
Tanto Bradley como Patton amenazaron con dimitir a menos que se cambiara el mando de Montgomery. Eisenhower, animado por su ayudante británico Arthur Tedder, había decidido despedir a Montgomery. Sin embargo, la intervención del jefe de personal de Montgomery y Eisenhower, mayor general Freddie de Guingand, y el teniente general Walter Bedell Smith, convencieron a Eisenhower de que lo reconsiderase y permitiera que Montgomery se disculpara.
El comandante alemán del 5.º Ejército Panzer, Hasso von Manteuffel dijo del liderazgo de Montgomery:

Las operaciones del Primer Ejército estadounidense se habían vuelto una serie de acciones individuales de retención. La contribución de Montgomery a restaurar la situación fue que una serie de acciones aisladas se transformaron en una batalla coherente combatida de conformidad con un plan claro y definido. En cuanto a su rechazo a implicarse en contraataques prematuros y poco sistemáticos que habilitarían a los estadounidenses para reunir sus reservas y frustrar los intentos alemanes para extender su gran paso adelante.

## Consecuencias

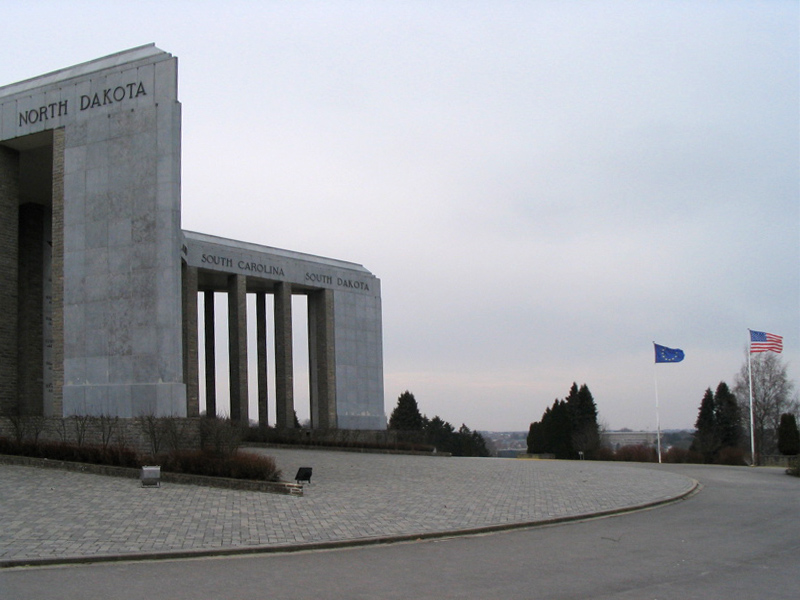
El Memorial Mardasson en Bastoña, Bélgica

Las bajas calculadas para la batalla varían ampliamente. El recuento oficial estadounidense es de 80 987 bajas estadounidenses, mientras que otros cálculos van de 70 000 a 108 000. Según el Departamento de Defensa de los EE. UU. las fuerzas estadounidenses sufrieron 89 500 bajas incluyendo 19 000 muertos, 47 500 heridos y 23 000 desaparecidos. Un informe oficial del Departamento del Ejército enumera 108 347 bajas, incluyendo 19 246 muertos, 62 489 heridos y 26 612 capturados y desaparecidos. La batalla de las Ardenas fue la más sangrienta de las batallas que experimentaron las fuerzas estadounidenses en la Segunda Guerra Mundial; los 19 000 muertos estadounidenses no fueron superados por los de ninguna otra. Las pérdidas británicas ascendieron a 1400. El número oficial del Alto Mando alemán para la campaña fue 84 834 bajas, y otras estimaciones varían entre 60 000 y 100 000.
El resultado de la batalla se podría interpretar como un empate. Ambas fuerzas tuvieron unas pérdidas similares (unos 80 000 hombres por cada bando entre heridos, muertos y prisioneros, y aproximadamente 700 carros de combate).
Los Aliados explotaron su ventaja después de la batalla. A comienzos de febrero de 1945, las líneas estaban aproximadamente en el mismo sitio que en diciembre de 1944. A principios de febrero, los Aliados lanzaron un ataque a lo largo de todo el frente occidental: en el frente bajo mando de Montgomery hacia Aquisgrán; en el centro, bajo Courtney Hodges; y en el sur, bajo Patton. El comportamiento de Montgomery durante los meses de diciembre y enero, incluyendo la conferencia de prensa del 7 de enero donde pareció minimizar la contribución de los generales estadounidenses, amargó aún más su relación con sus colegas estadounidenses hasta el final de la guerra.
Para Alemania fue una herida de muerte que aceleró el final de la guerra en el Frente Occidental. Las pérdidas alemanas en la batalla fueron críticas en varios aspectos: se habían agotado las últimas reservas alemanas, la Luftwaffe había sido destrozada y el resto de las fuerzas alemanas en el Oeste estaban siendo empujadas hacia las defensas de la línea Sigfrido. Mientras los Aliados poseían enormes reservas de hombres, material y pertrechos, los alemanes habían dejado exhaustas sus últimas reservas móviles. Nunca más volvieron a recuperar la iniciativa estratégica.
Según Stanley Sandler, "El éxito inicial de la ofensiva de las Ardenas de Hitler, lanzada el 16 de diciembre de 1944, impulsó a Churchill a pedir a Stalin el 6 de enero de 1945 la ayuda soviética para aliviar la presión, a través de una ofensiva inmediata". El viernes, 12 de enero, los soviéticos comenzaron una ofensiva generalizada en la línea Óder-Vístula, planeada en principio para el 20 de enero.
Sin embargo, para algunos analistas la batalla supuso dos cosas: primero que el avance de los Aliados fuese más cauteloso, segundo que el agotamiento de las últimas reservas en un ataque en el Frente Occidental, dejó casi sin defensas el Frente Oriental. Ambas cosas a la larga significaron que la Unión Soviética ocupase más territorios de Europa Oriental.
Durante la Segunda Guerra Mundial, la mayor parte de las tropas negras estadounidenses aún servían solo como conductores de camión y estibadores. En medio de la batalla de las Ardenas, el general Eisenhower estaba dramáticamente escaso de tropas de reemplazo para las unidades militares existentes—todas ellas de composición totalmente blanca. En consecuencia, decidió permitir que todos los soldados afroamericanos cogieran un arma y se unieran a las unidades militares blancas para combatir por vez primera. Más de 2000 soldados negros se ofrecieron voluntarios para ir al frente. Fue el primer paso hacia un ejército no segregacionista en los EE. UU.

## En la cultura popular
Se han creado más de 70 juegos de guerra de tablero sobre la batalla, el primero de ellos en 1965. A partir de 2014, la batalla ha sido el escenario de unos 30 videojuegos, en su mayoría de estrategia, empezando por Tigers in the Snow (1981).